# コンドル航空
コンドル航空 (コンドルこうくう、ドイツ語: Condor Flugdienst GmbH) は、ドイツ・フランクフルトに本社を置く航空会社である。観光路線に強く、季節運航便を多く増便する。

## 歴史

### 会社の設立

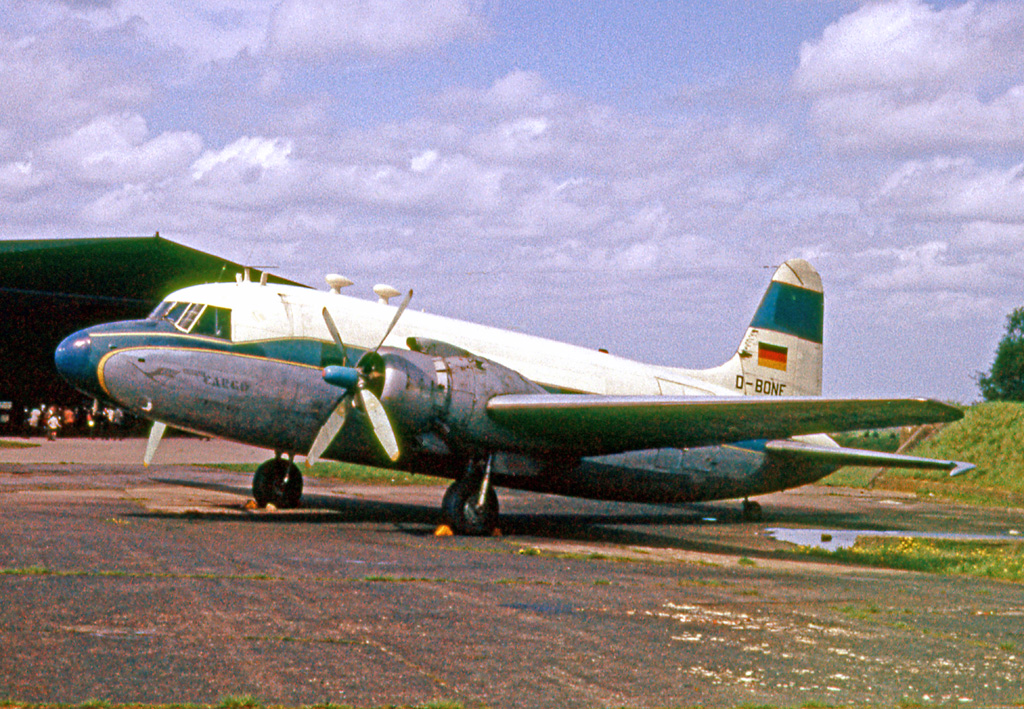
コンドルのビッカース ヴァイキング 1Bの貨物機 (1964年)

会社は1955年12月21日に西ドイツの大手海運業者だったノルトドイッチャー・ロイドとハンブルク・アメリカ・ラインが中心となってドイツ連邦鉄道とルフトハンザからも出資を得てドイツ航空（Deutsche Flugdienst GmbH）として設立された。最初に保有していた機材はビッカース ヴァイキングで、最初の定期便はイスラエル行きの便であった。初期からマヨルカ島やテネリフェ島へも就航していた。1959年にはルフトハンザの出資額が95.5%となり、ルフトハンザにとっては戦後初の子会社となった。

### コンドルへの改名と規模の拡大

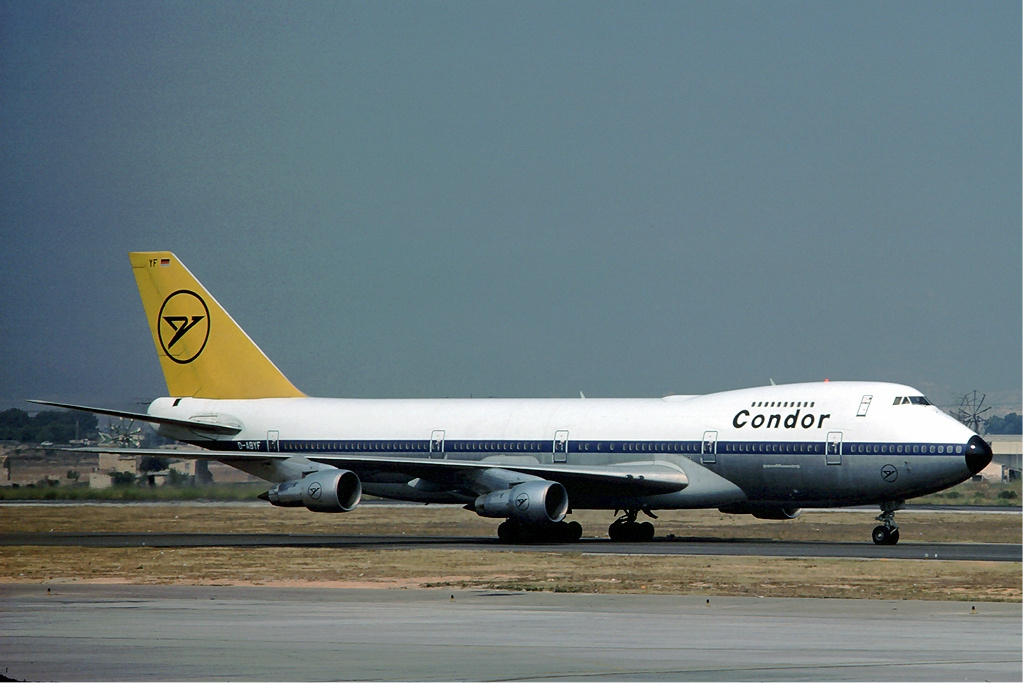
ボーイング747-200型機 (1976年)

1961年にアウグスト・エトカー・グループ傘下のコンドル空運（Condor-Luftreederei・1957年設立）を吸収合併し、現在のコンドル航空（Condor Flugdienst GmbH）に改めた。1966年にはタイ、セイロン（現スリランカ）、ケニア、ドミニカ共和国などの長距離路線を開始した。
1971年、旅客機としては当時最大であったボーイング747型機の保有を開始した。その他にも、ボーイング707型機やボーイング727型機を保有していた。1989年には、当時のトルコ航空との合弁航空会社としてサンエクスプレスを設立。ドイツ・トルコ間のレジャー路線を支えた（なお、サンエクスプレスにおけるコンドルの持分は、2007年にすべてルフトハンザに移されている）。
1990年代に入ると、ボーイング757型機やボーイング767型機を保有。1991年には、レジャー航空会社としては初となる上級クラス座席をボーイング767型機に導入した (コンフォートクラス。現在はビジネスクラスに改称)。

### トーマス・クック・グループ傘下へ

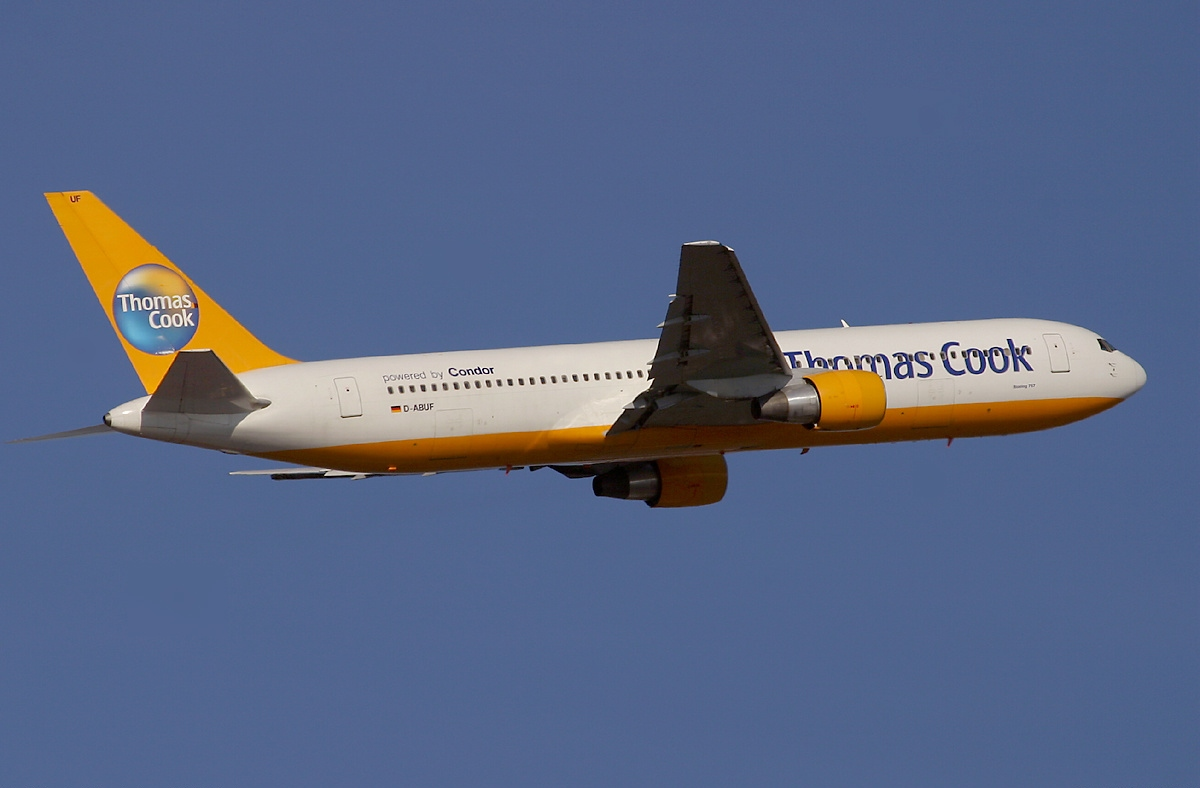
Thomas Cook powered by Condor時代のボーイング767-300ER型機 (2003年)

2000年以降、ルフトハンザが有していたコンドルへの株主持分は、徐々にトーマス・クック・グループへ移譲された。コンドルがトーマス・クック・グループの一員となっていく過程は、2003年3月に、コンドルがThomas Cook powered by Condorへブランドを刷新したことから顕在化した。航空機の塗装は刷新され、トーマス・クックのロゴが尾翼に描かれ、"Condor"のフォントはトーマス・クックのものが用いられるようになった。2004年1月23日、コンドルはトーマス・クック AGの一部となり、ブランド名は再びCondorとなった。2006年12月の時点で、ルフトハンザの持分は24.9%となり、ルフトハンザの影響力は低下した。
2007年9月、エア・ベルリンとの間で株式交換取引を交わす計画を発表したが、翌年9月に断念した。

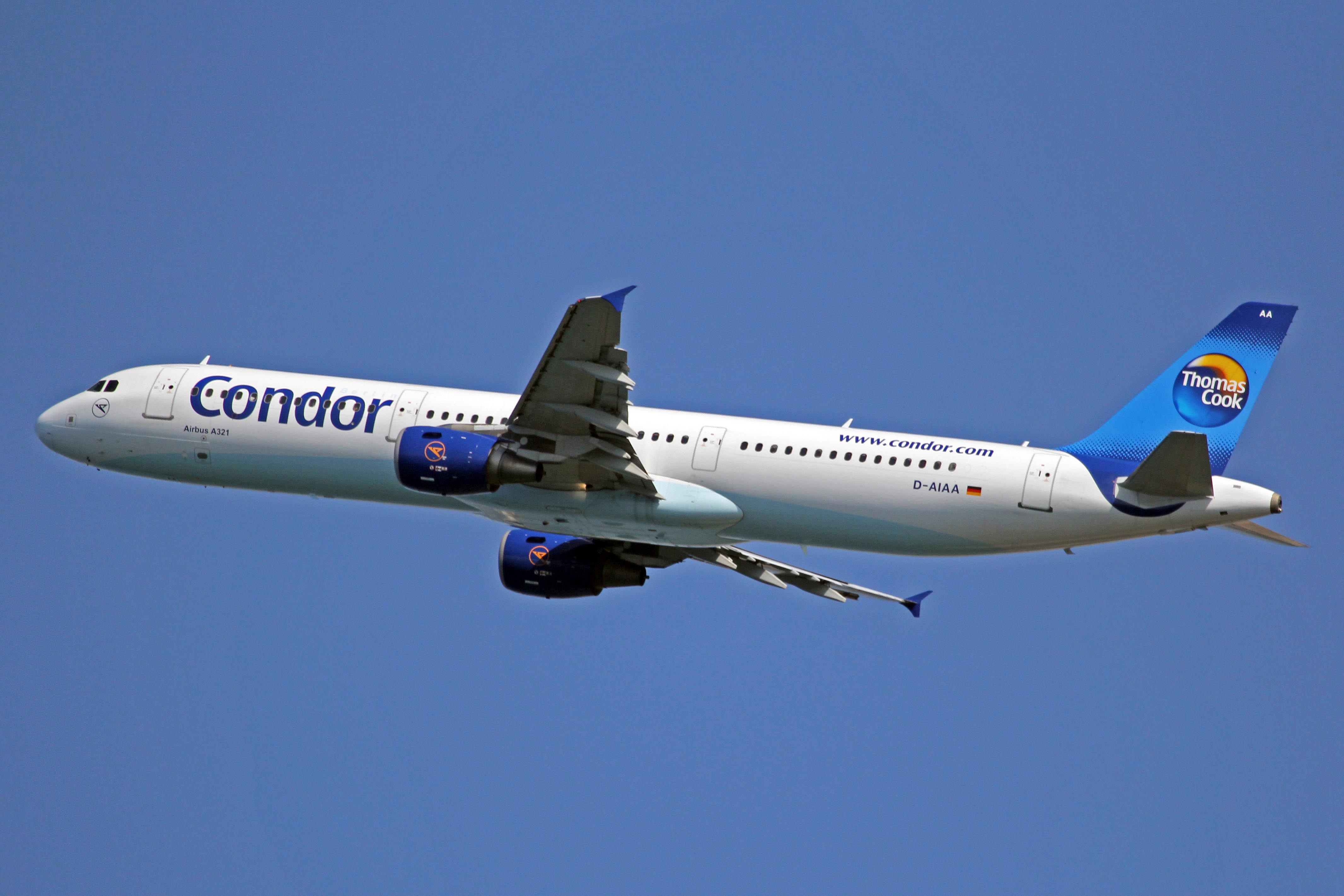
旧塗装のエアバスA321-200型機 (2013年)

2010年12月、トーマス・クック・グループは、短距離路線用の機材としてエアバスA320を購入することを決定。2012年9月17日には、メキシコの格安航空会社、ボラリスとの間でコードシェア提携を交わした。また、2013年3月12日には、カナダの航空会社、ウエストジェット航空との間でインターライン提携を締結。これにより、コンドルの利用客はカナダへより行きやすくなるとともに、両社にとってもさらなる路線拡大に弾みがついた。

### グループ内の統一
2013年2月4日、トーマス・クック・グループは、航空事業の進展を図るため、同年3月より、トーマス・クック航空、トーマス・クック航空ベルギー、コンドルのグループ3社を、同一セグメントにおいて運営することを発表した。これに伴って、同年10月1日よりブランドロゴを統一。また、尾翼にハートのマークが描かれ、グレー、白、黄色を基調とする新たな塗装が採用された。ハートのマークはサニーハート (Sunny Heart) と呼ばれ、グループ内統一のシンボルとされている。
2014年7月まで、コンドルは保有するボーイング767-300型機材のリニューアルを進めてきた。エコノミークラスとプレミアムエコノミークラスの座席をZIM FLUGSITZ GmbH製のものに新調するとともに、プレミアムエコノミークラスの快適性をさらに向上させた。また、コンフォートクラスに代わって新たにビジネスクラスも設置した。

### ニキ航空の買収
2018年1月、トーマス・クック・グループがニキ・ラウダと共に、前年に経営が破綻し運行を停止していたニキ航空を買収。ニキ航空はラウダが所有する別のビジネスジェット運行会社である「Laudamotion」の子会社となったが、実際の運行業務はコンドルが担うことになり、同年2月に運行委託契約が結ばれた。しかし、同年3月にラウダがLaudamotionの株式をライアンエアーに売却したため、コンドルへの運行委託は同年4月で終了した。

### トーマス・クック・グループの破綻後
2019年9月23日、親会社のトーマス・クックグループが経営破綻し破産手続きに入ったが、コンドル自体はドイツの支払不能法の一部である保護手続きを活用しトーマス・クック・グループより独立。EUの承認の元ドイツ政府から4億2000万ドルの貸付を受け運航を継続しており、かつての親会社であるルフトハンザと共に新たな買収先を模索している。

## 就航都市

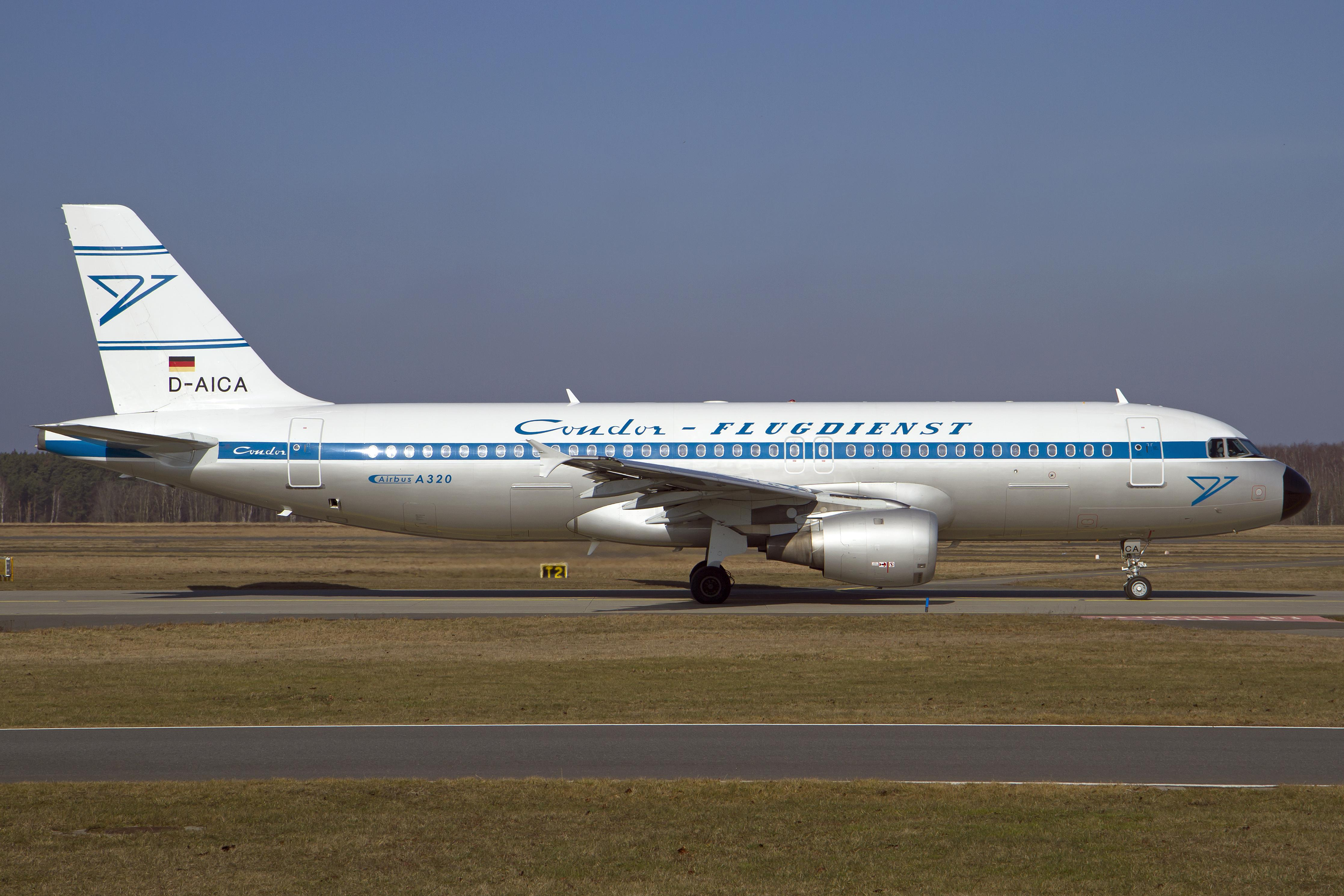
1956年復刻塗装のエアバスA320型機 (D-AICA)

ドイツの主要都市を拠点として、ヨーロッパのみならず、北米やカリブ海、アフリカ大陸にも就航している。以下は、定期便の便数の多い主要国一覧（すべての就航地はCondor公式サイトまたはen:Condor Flugdienst destinations参照）。
| - オーストリア - ボスニア・ヘルツェゴビナ - ブルガリア - クロアチア - チェコ - デンマーク - フィンランド - フランス - ドイツ | - ギリシャ - ハンガリー - アイスランド - イタリア - ルクセンブルク - オランダ - ノルウェー - ポーランド - ポルトガル | - ルーマニア - ロシア - セルビア - スロベニア - スウェーデン - スイス - トルコ - ウクライナ - イギリス - タイ - 中国(2025年7月より就航予定) |

### 補足
1990年代には、当時の親会社のルフトハンザが政治的理由で乗り入れできなかった中華民国（台湾）に、同社に代わって乗り入れていた。

## 機材
コンドル航空が発注したボーイング社製航空機の顧客番号（カスタマーコード）は30で、航空機の形式名は757-330,  767-330ER などとなる。
なおこのカスタマーコードはかつての親会社であるルフトハンザドイツ航空と共有している。

### 現在の保有機材
| 機種              | 保有数 | 発注数 | 座席数 | 座席数 | 座席数 | 座席数 | 備考                                     |
| 機種              | 保有数 | 発注数 | C      | P      | Y      | 計     | 備考                                     |
| ----------------- | ------ | ------ | ------ | ------ | ------ | ------ | ---------------------------------------- |
| エアバスA319-100  | 2      | -      | -      | -      | 150    | 150    | フライエア41航空からのリース機           |
| エアバスA320-200  | 20     | -      | 24     | -      | 156    | 180    | A320neoに置き換え予定                    |
| エアバスA320neo   | 3      | 12     | 36     | -      | 144    | 180    | A320ceoを置き換え予定                    |
| エアバスA321-200  | 13     | -      | 24     | -      | 186    | 210    | A321neoに置き換え予定                    |
| エアバスA321-200  | 13     | -      | 24     | -      | 196    | 220    | A321neoに置き換え予定                    |
| エアバスA321neo   | 6      | 26     | 36     | -      | 197    | 233    | A321ceo,757-300を置き換え予定            |
| エアバスA330-900  | 17     | 8      | 30     | 64     | 216    | 310    | 2031年までに納入予定 4機のオプション付き |
| ボーイング757-300 | 7      | -      | 26     | -      | 249    | 275    | ローンチカスタマー A321neoに置き換え予定 |
| ボーイング757-300 | 7      | -      | 36     | -      | 239    | 275    | ローンチカスタマー A321neoに置き換え予定 |
| 計                | 69     | 46     |        |        |        |        |                                          |

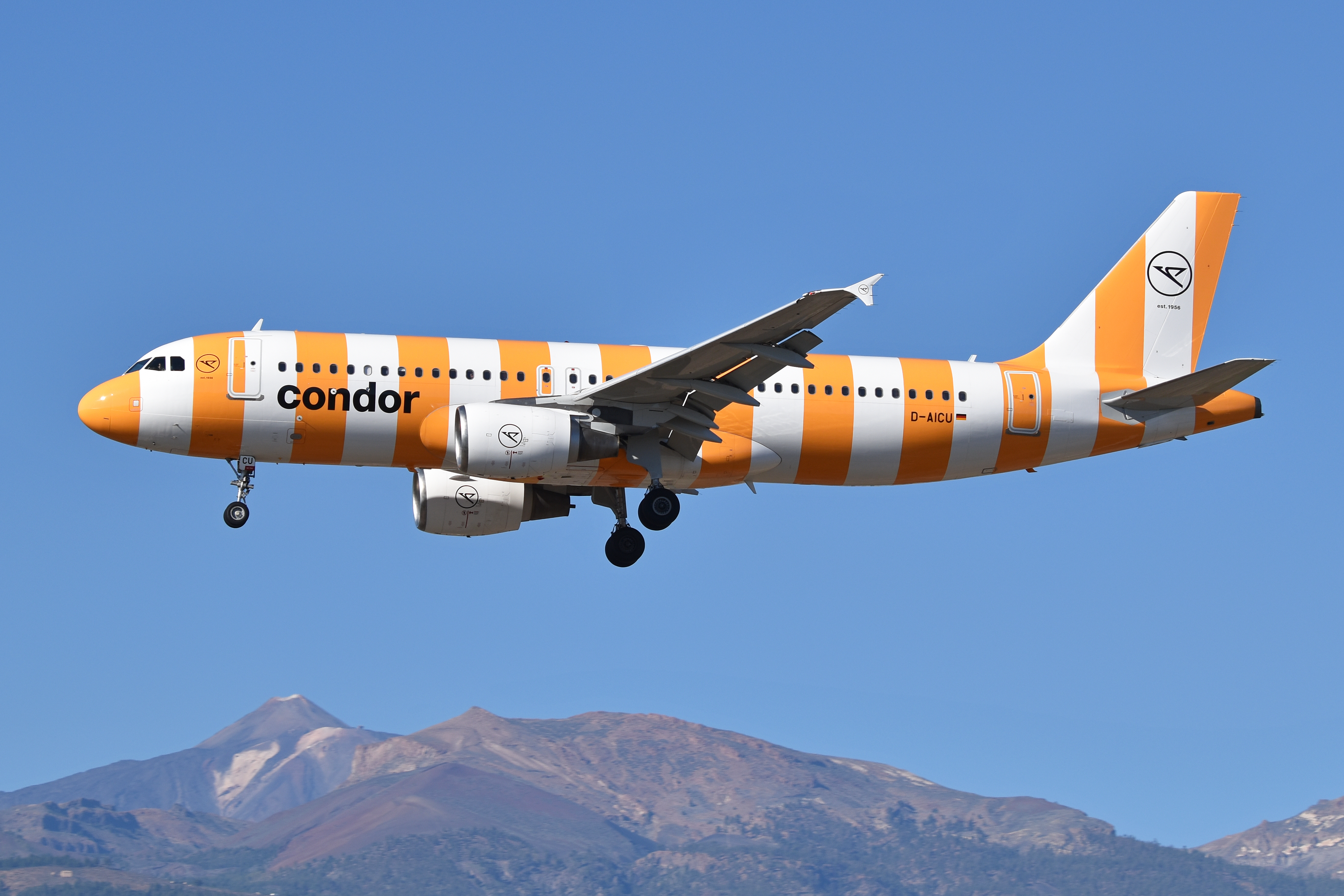
エアバスA320-200
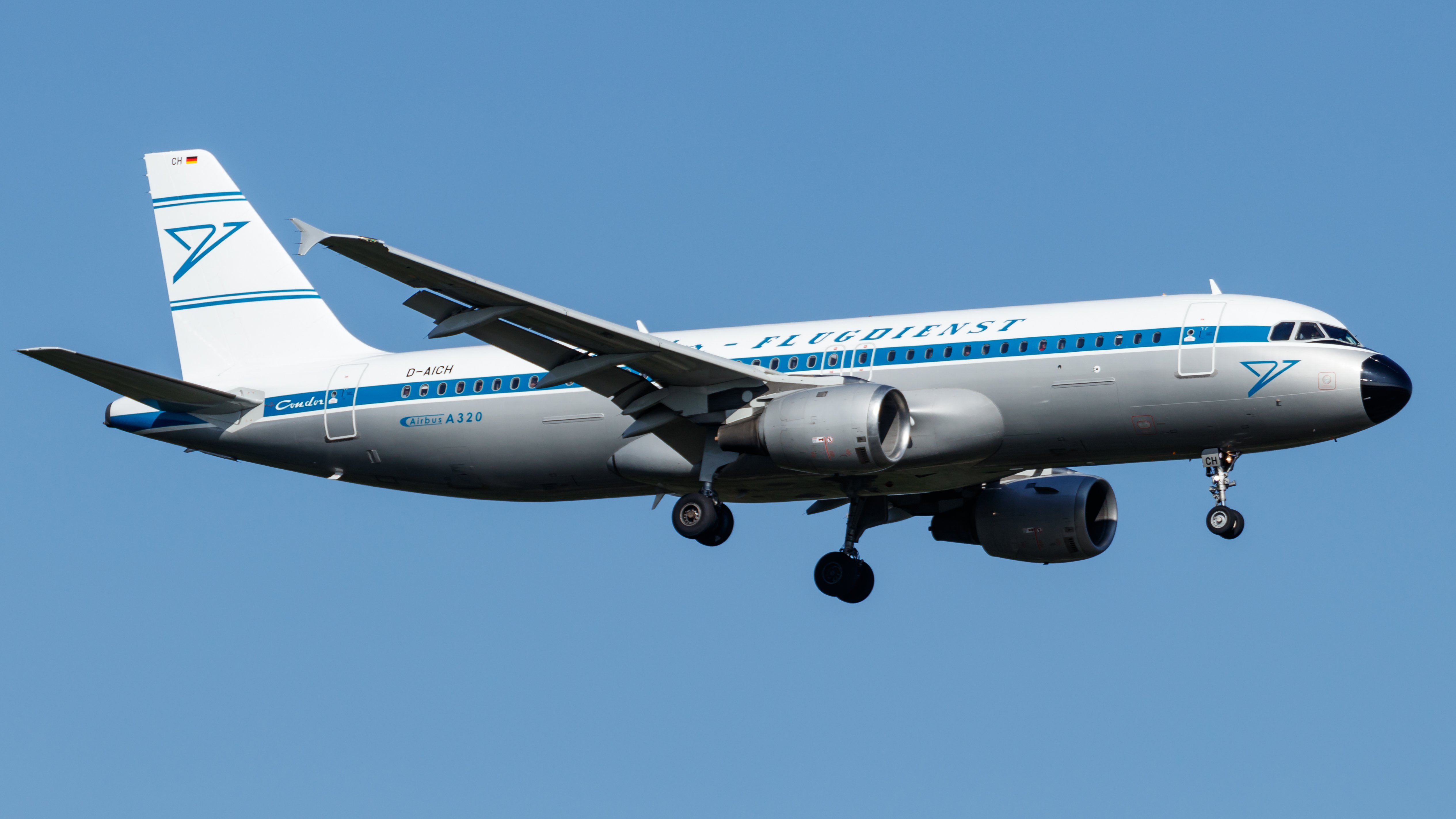
エアバスA320-200（レトロ塗装）
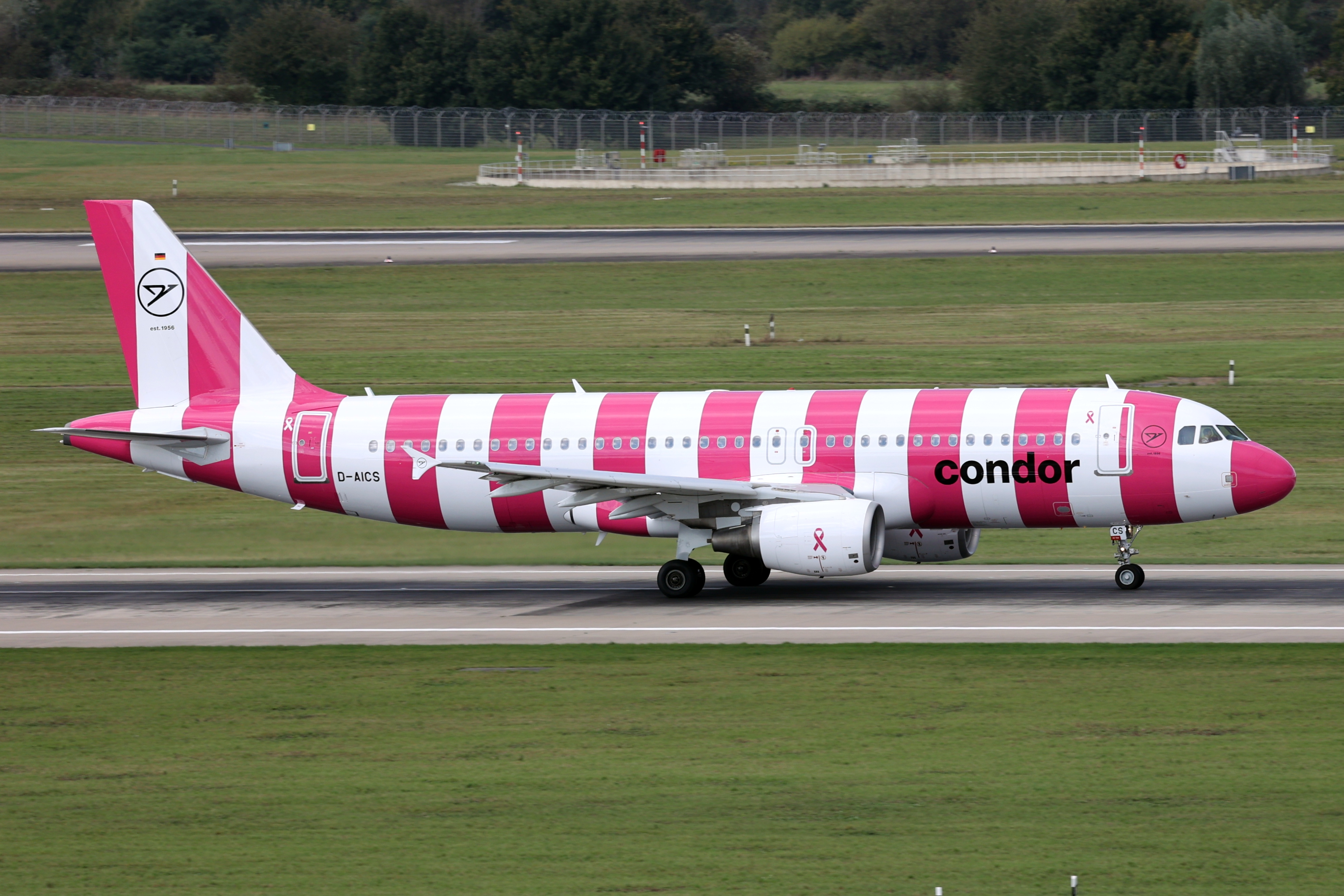
エアバスA320-200（乳がん啓発活動塗装）
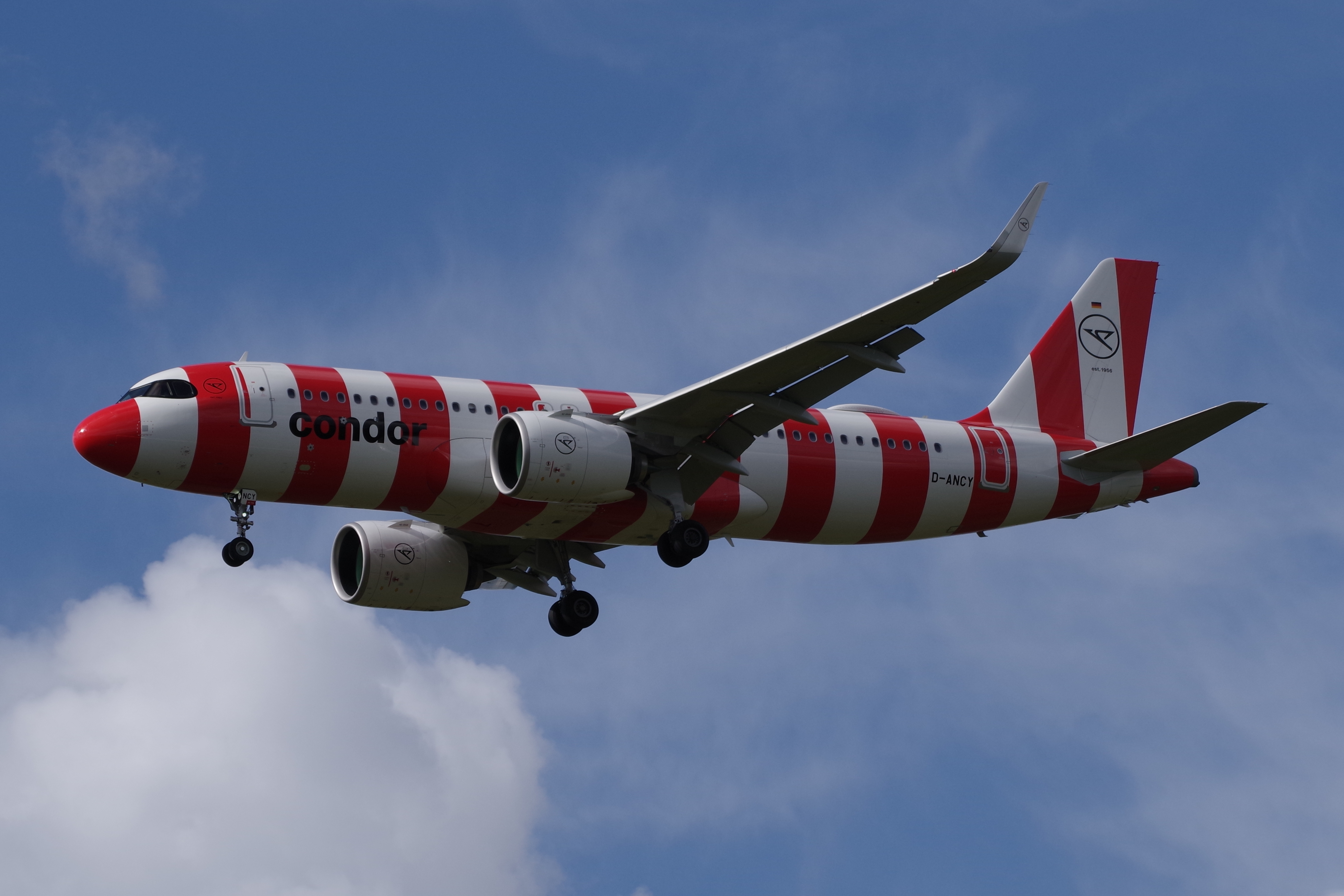
エアバスA320neo
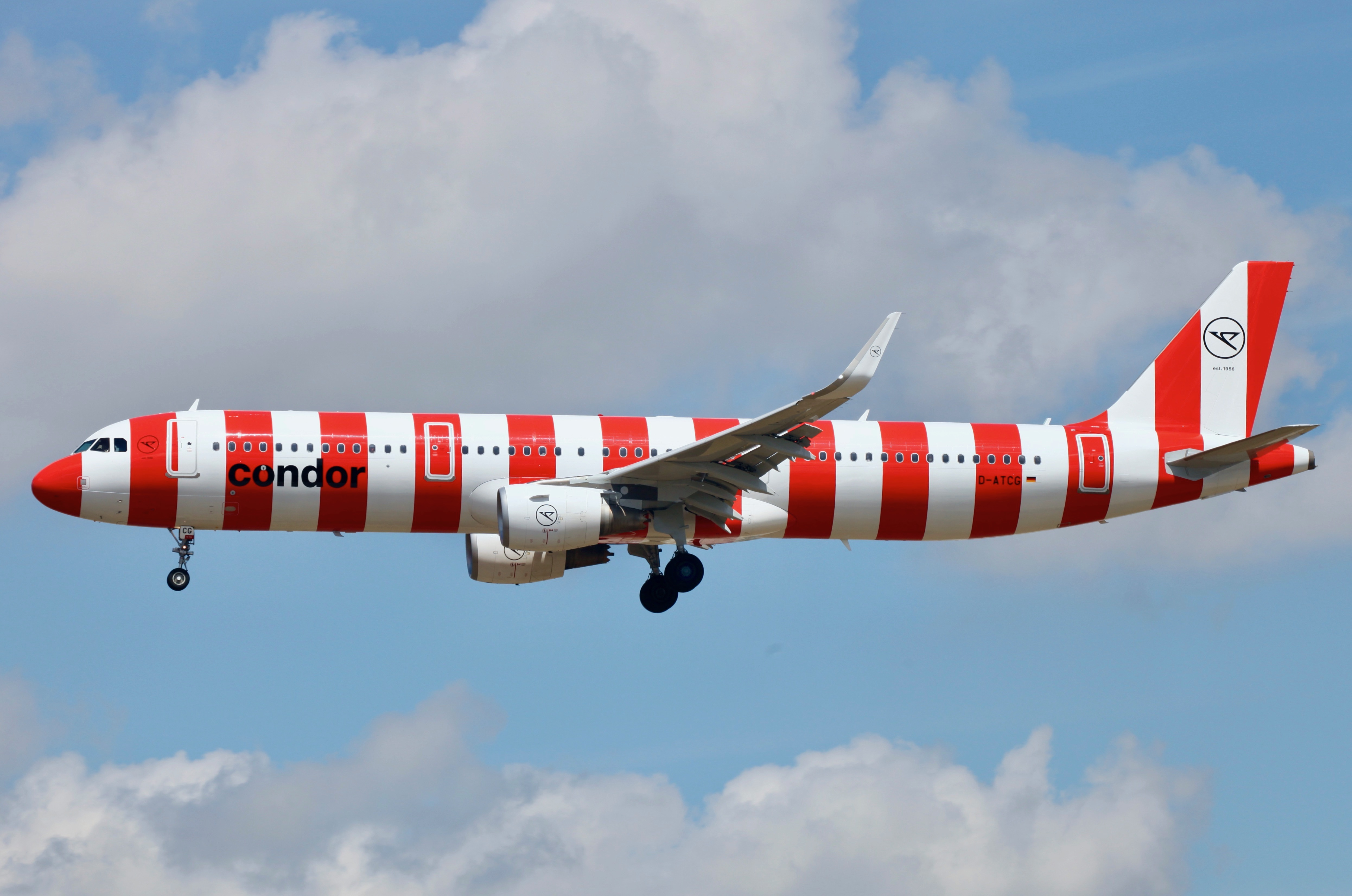
エアバスA321-200
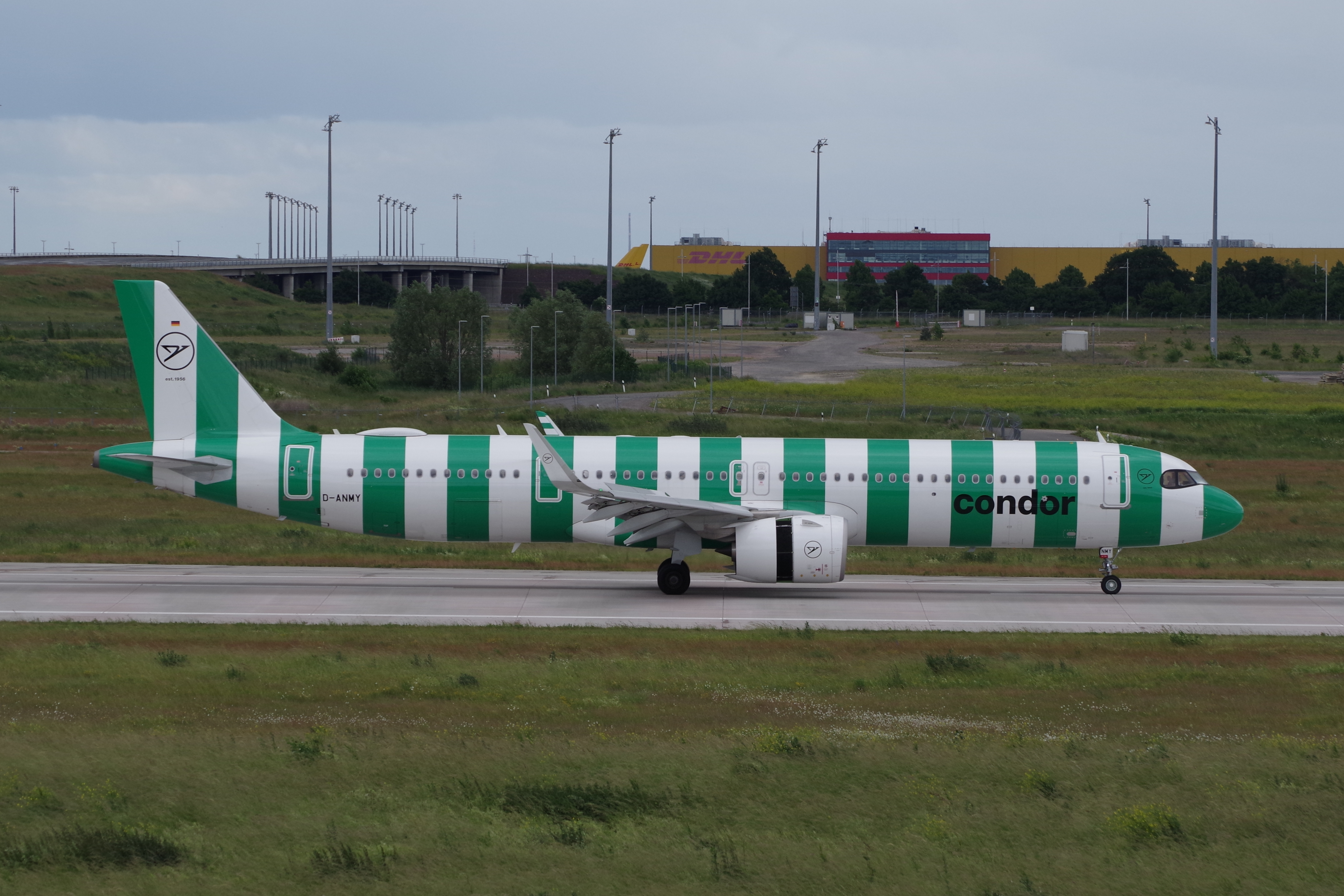
エアバスA321neo
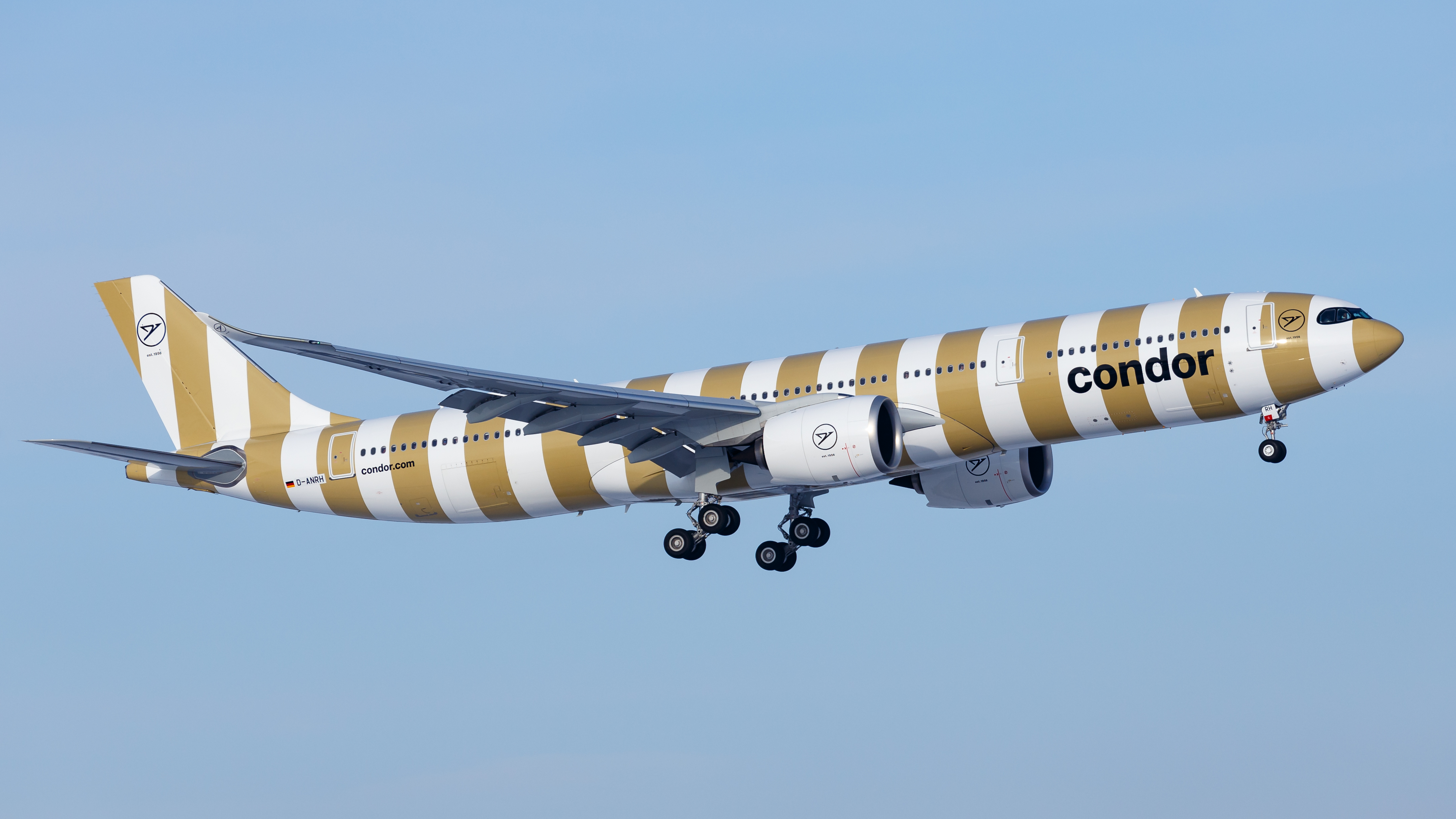
エアバスA330-900
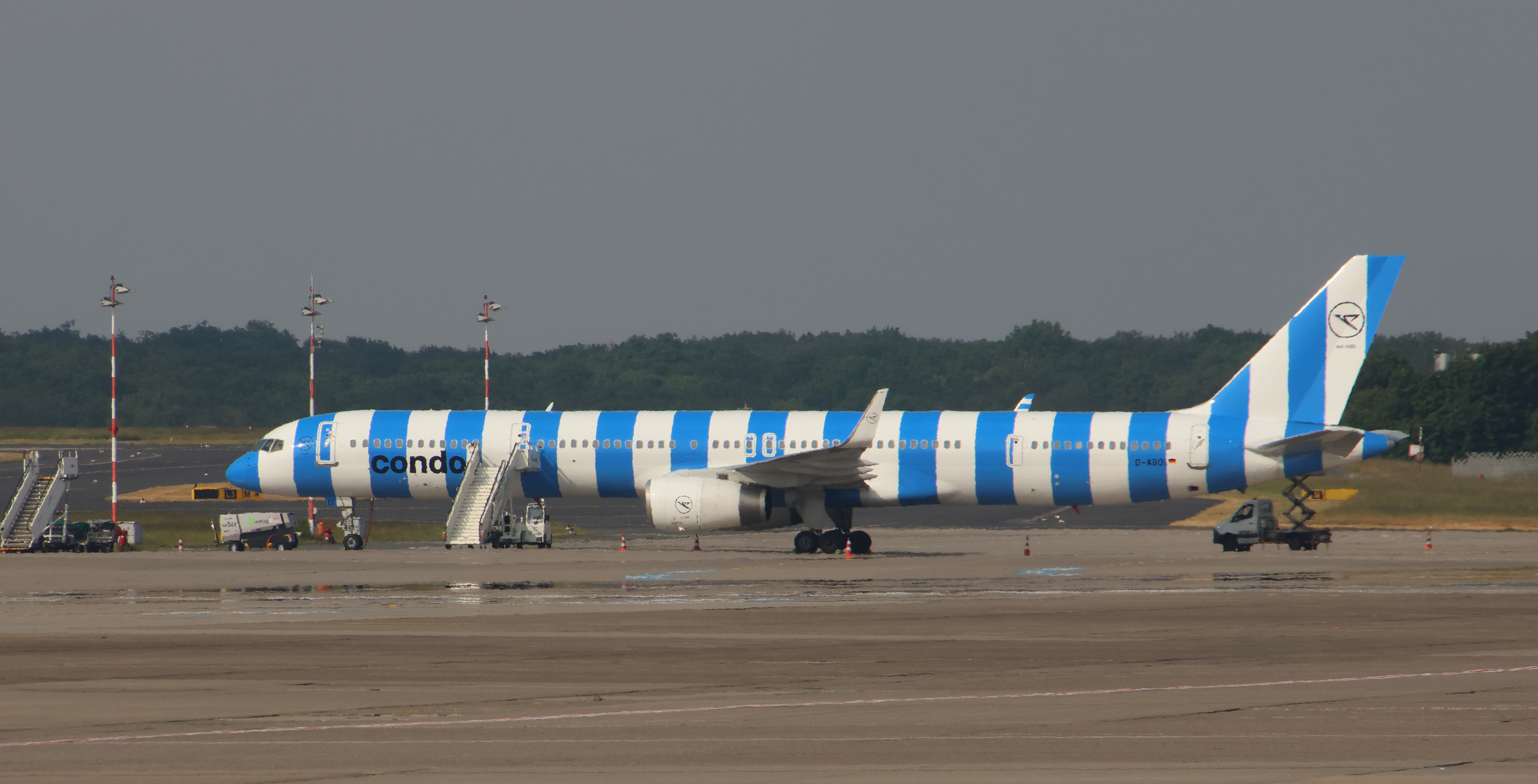
ボーイング757-300
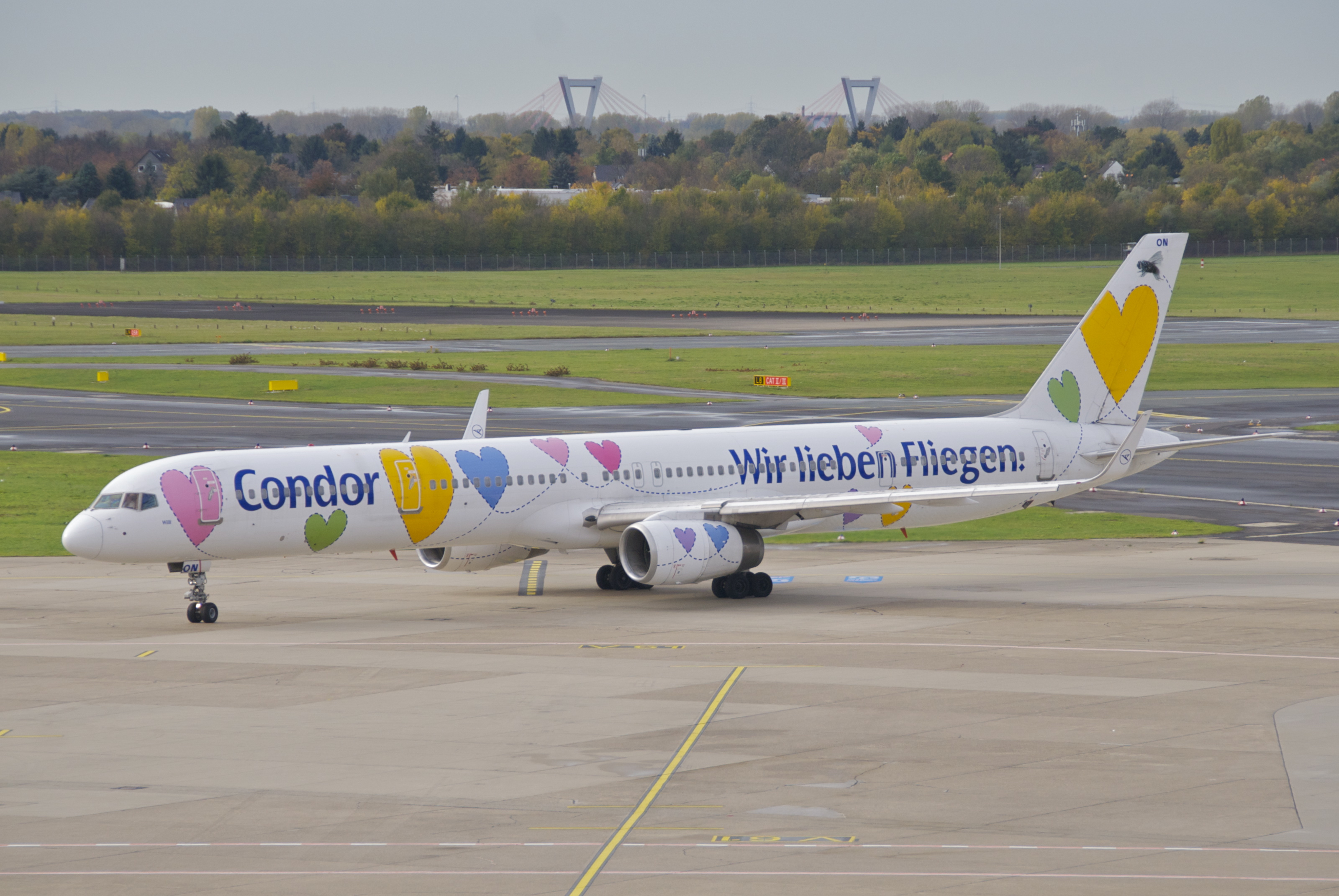
ボーイング757-300（50周年記念特別塗装）

### 過去の保有機材
- エアバスA300B4
- エアバスA310-200/300
- エアバスA319-100
- エアバスA330-200/300
- ビーチクラフト クイーンエア
- ボーイング707-320B/320C/420
- ボーイング727-100/200
- ボーイング737-100/200
- ボーイング737-300
- ボーイング737-700
- ボーイング747-200B/200M
- ボーイング747-400M
- ボーイング757-200
- ボーイング767-300ER
- ダグラス DC-8-33/73CF
- ロッキード L-1049G スーパーコンステレーション
- ロッキード L-1649A スターライナー
- マクドネル・ダグラス DC-10-30
- フォッカー F27
- ビッカース ヴァイキング
- ビッカース バイカウント

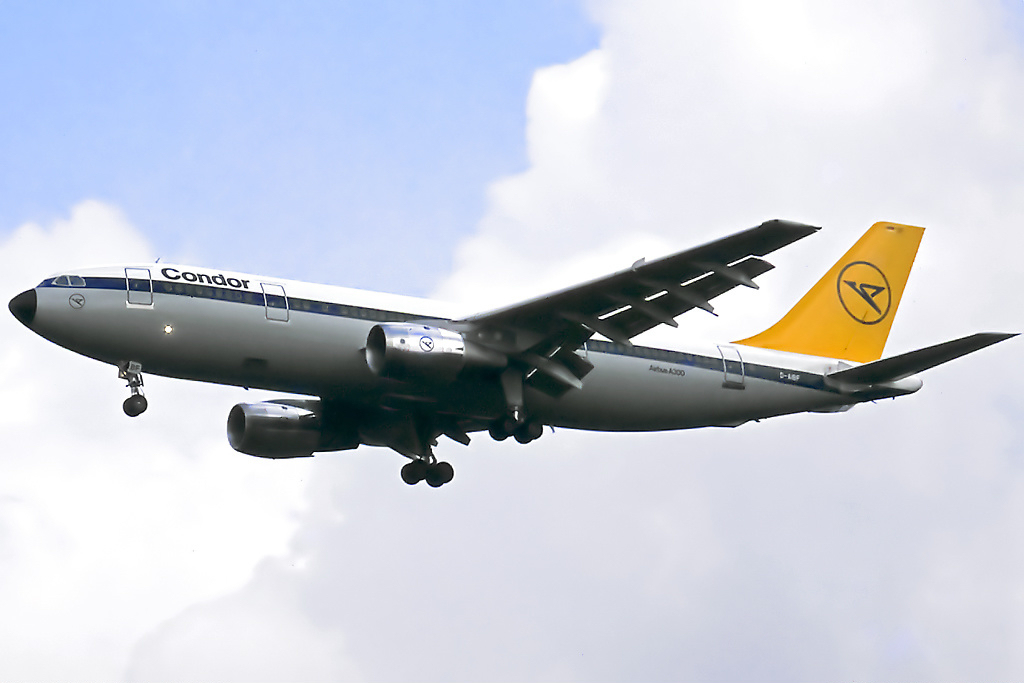
エアバスA300B4
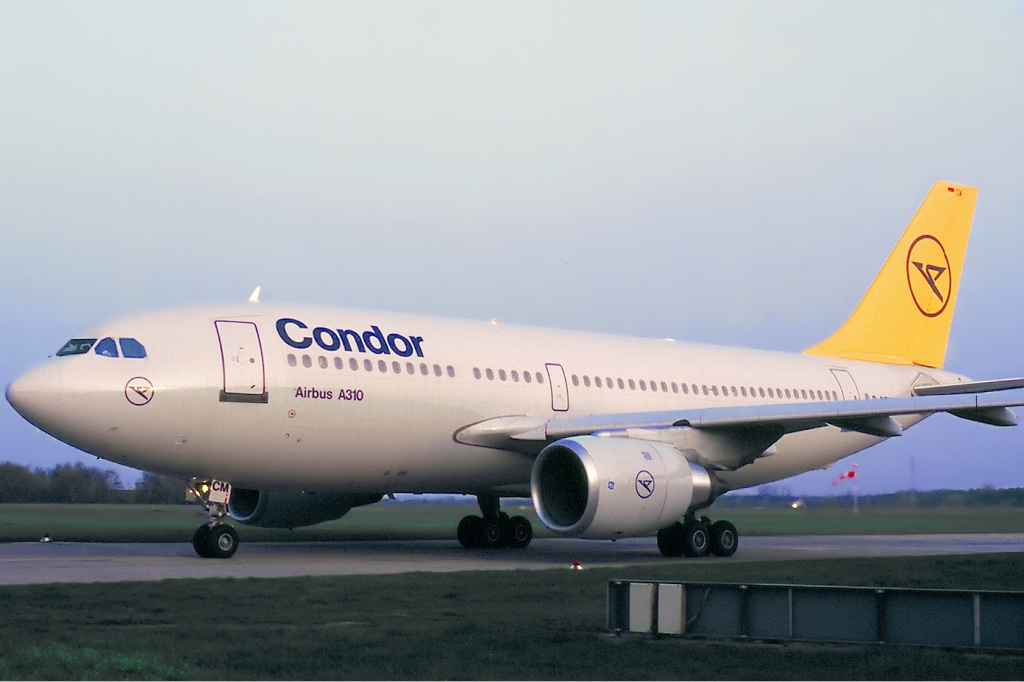
エアバスA310-200
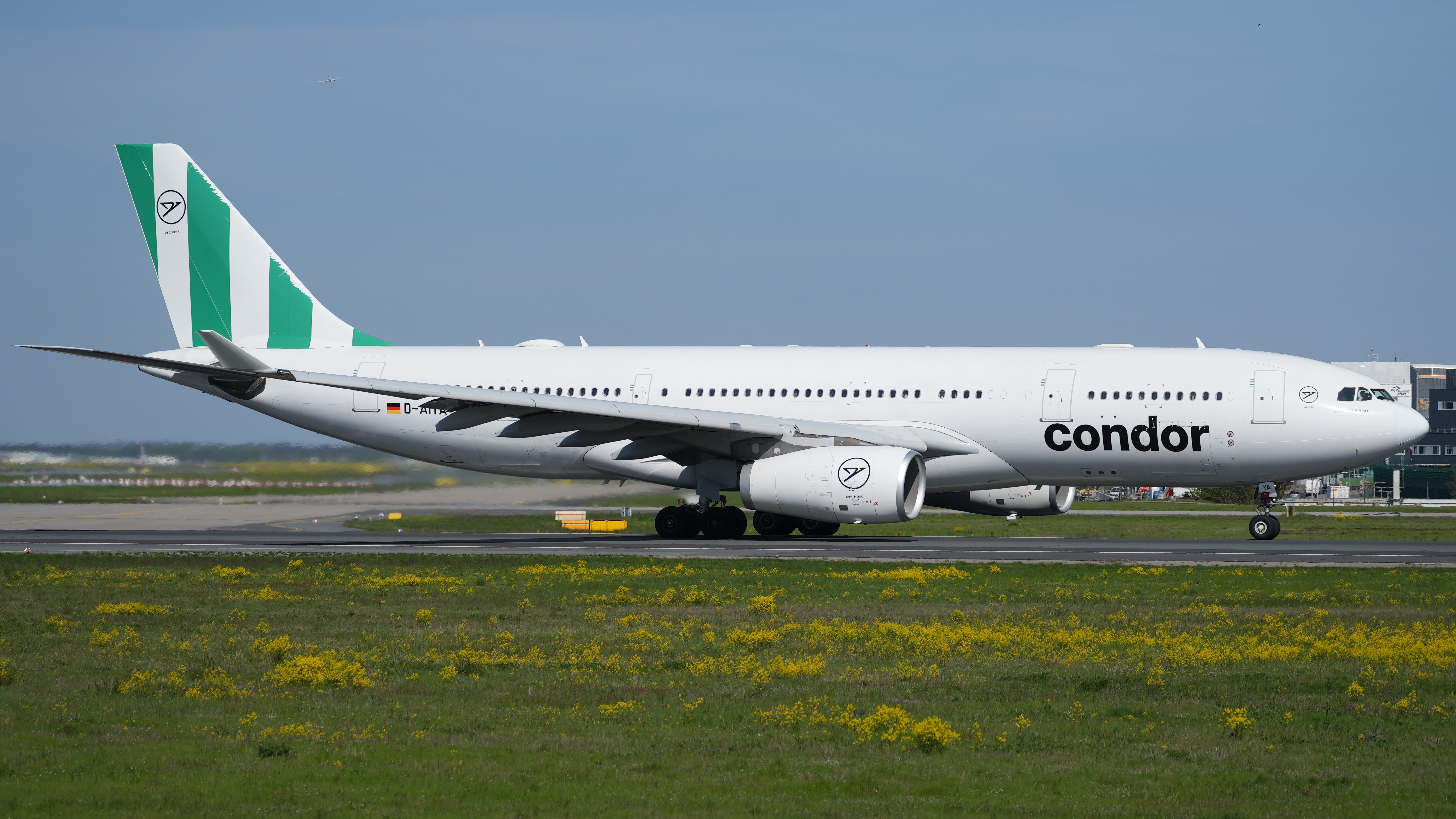
エアバスA330-200
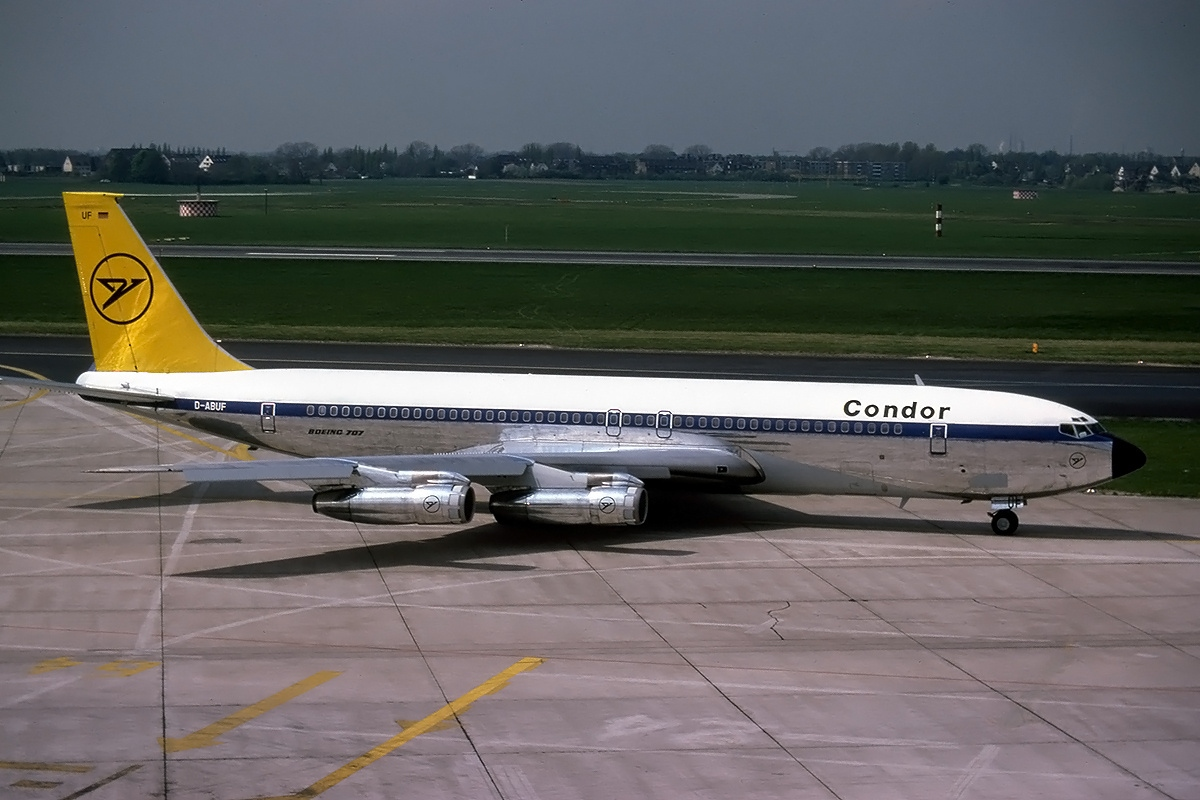
ボーイング707-320B
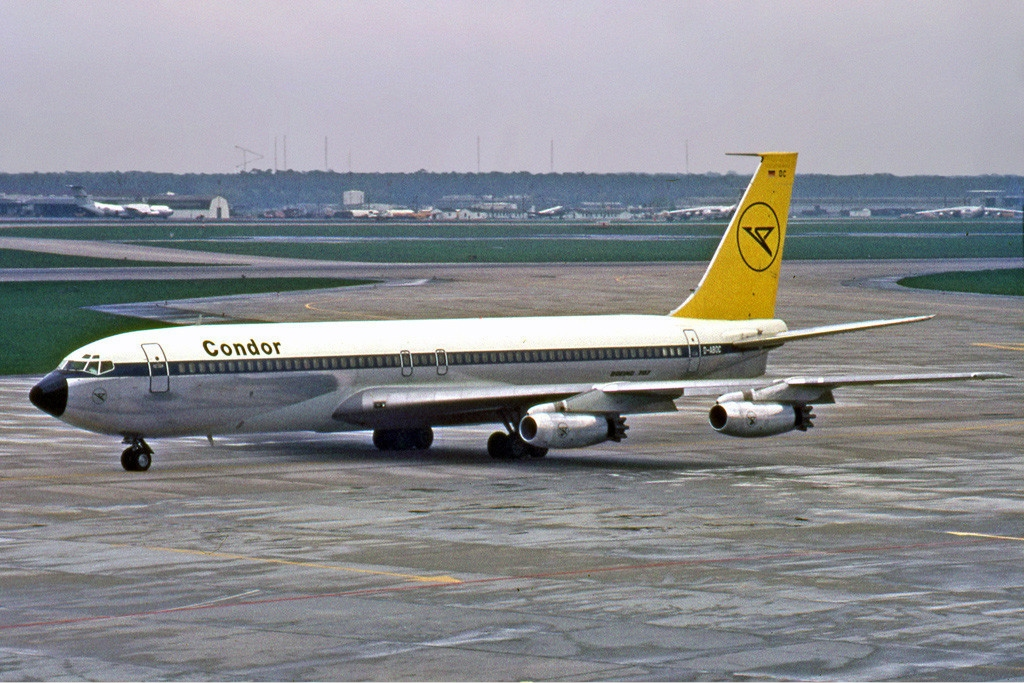
ボーイング707-420
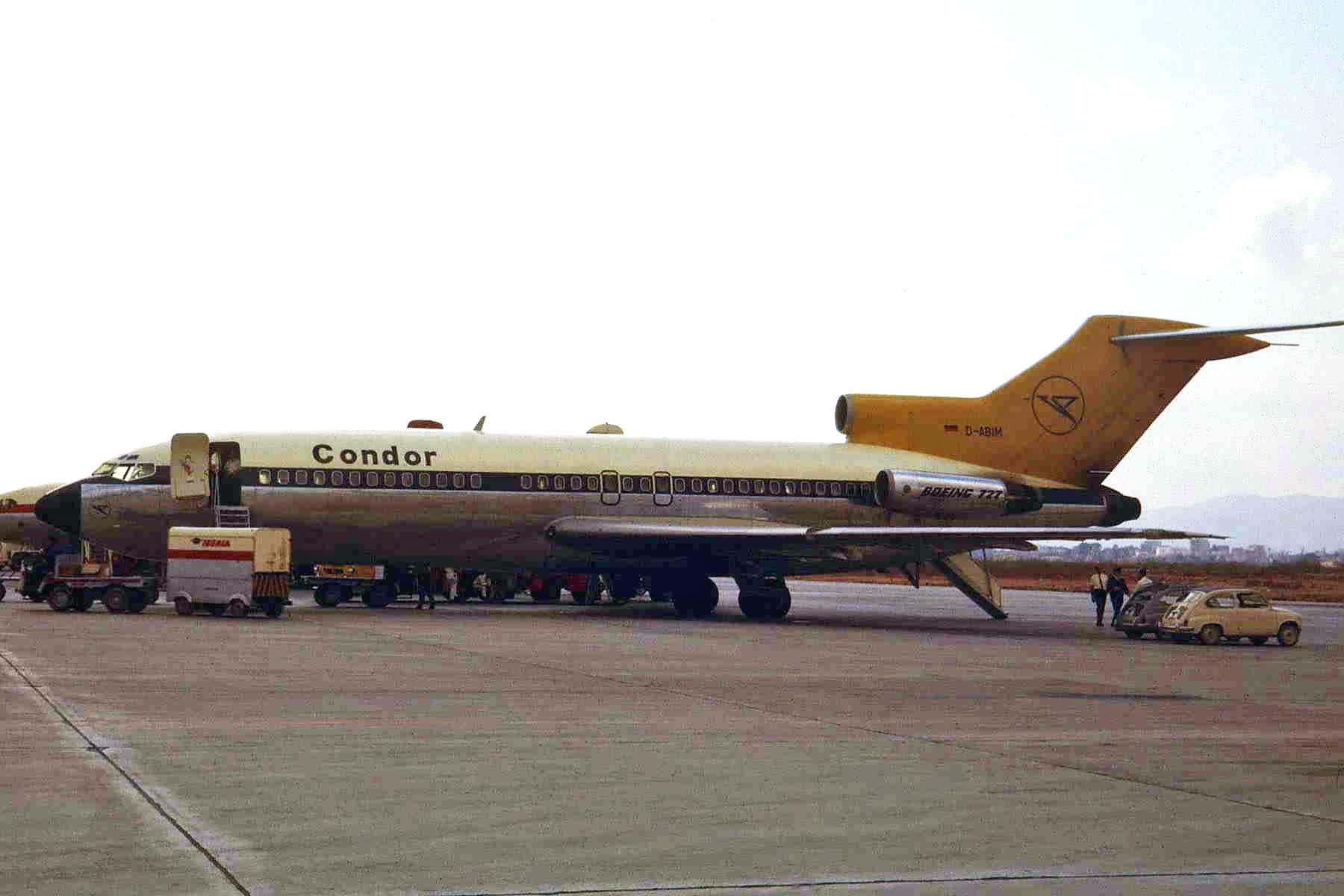
ボーイング727-100
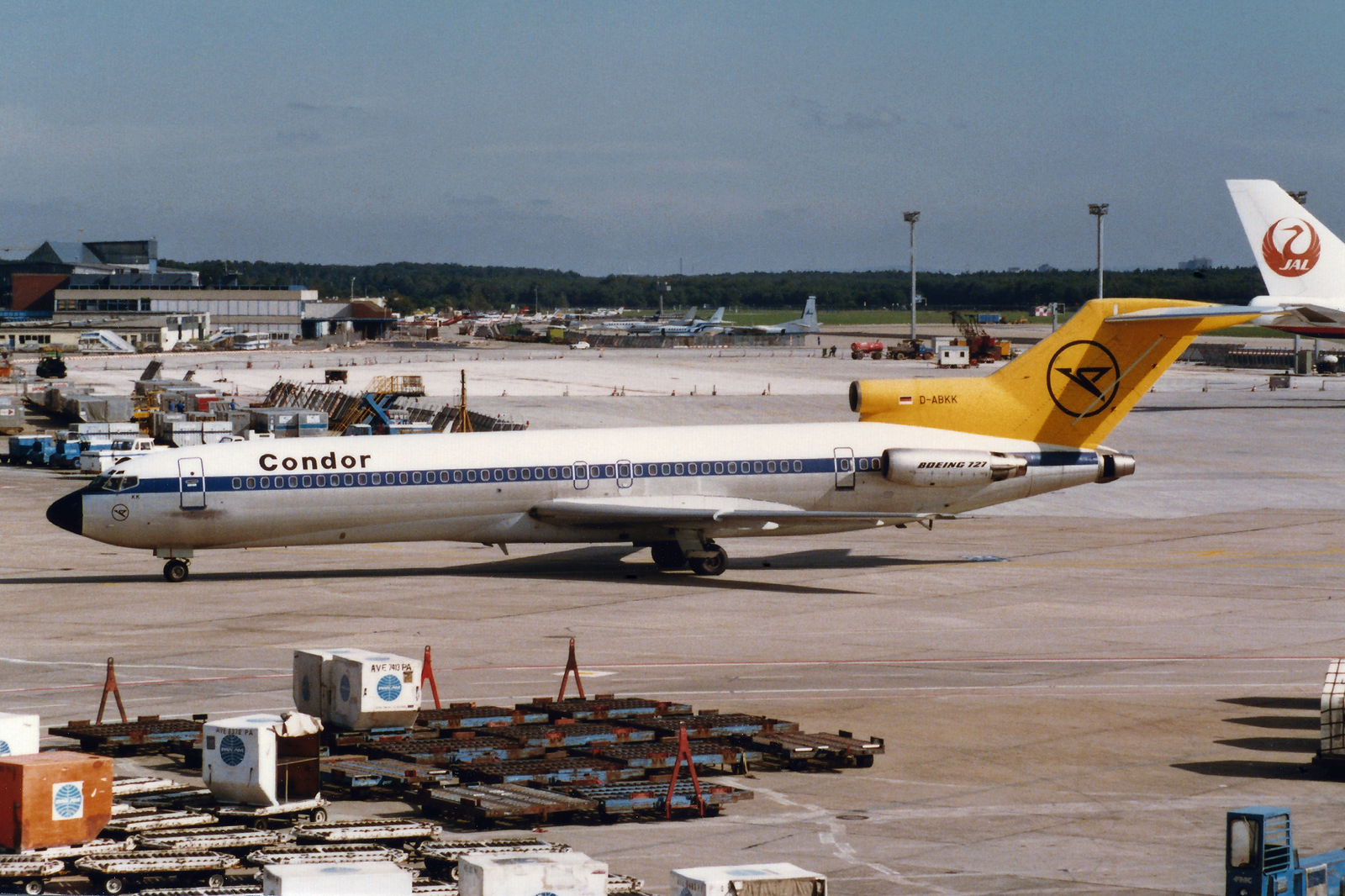
ボーイング727-200adv
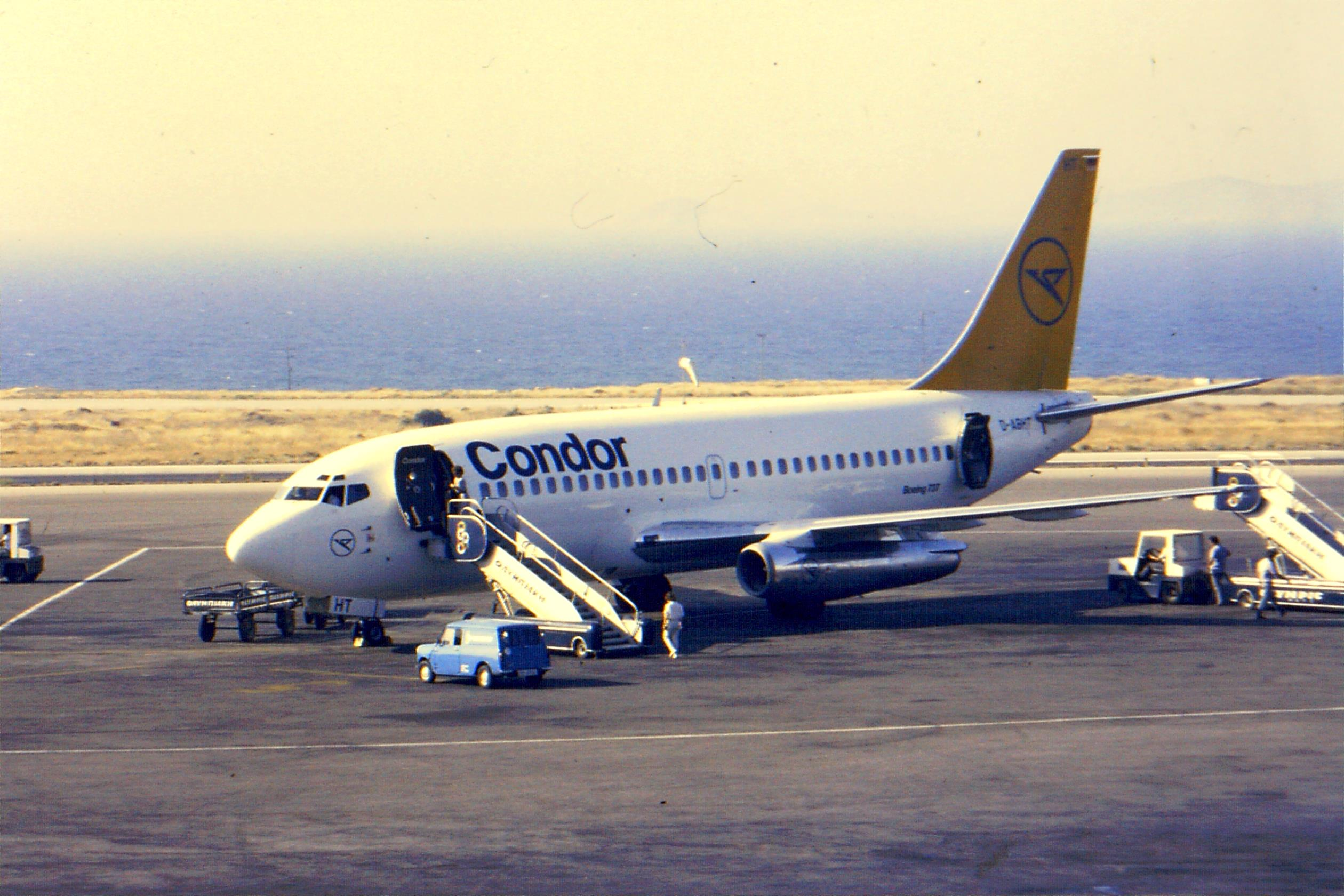
ボーイング737-200
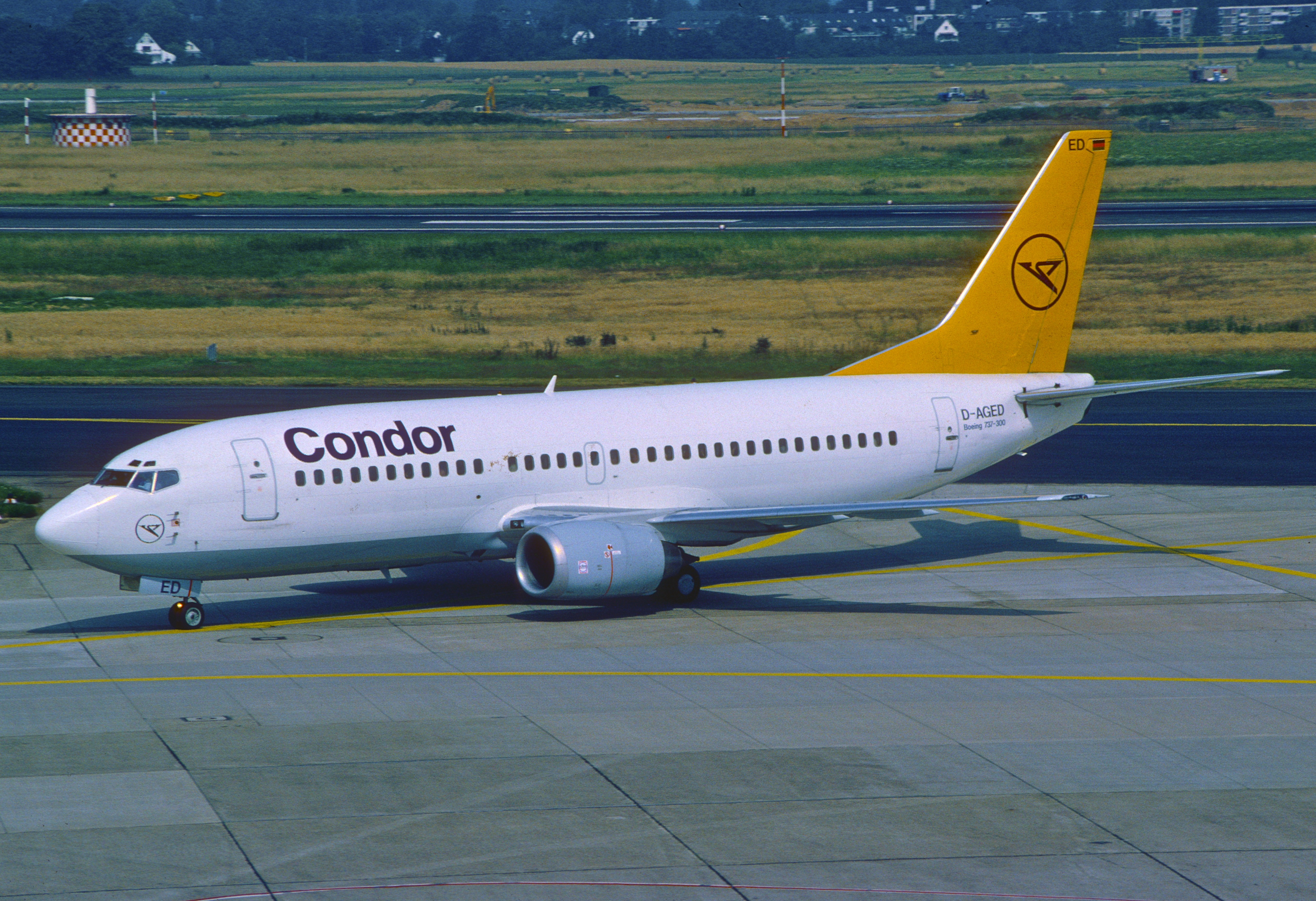
ボーイング737-300
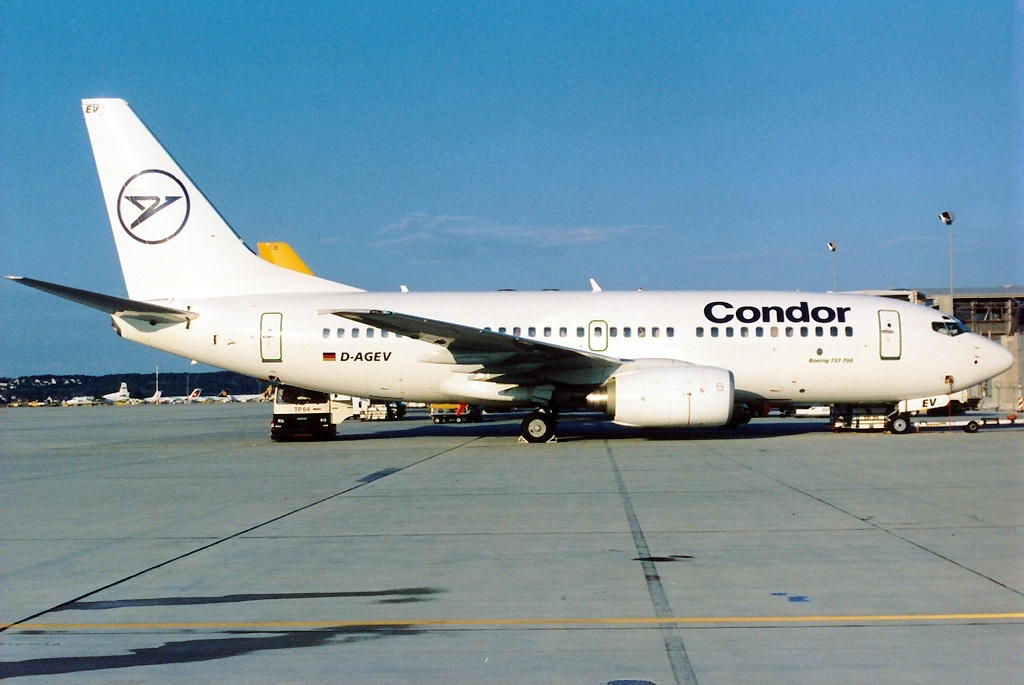
ボーイング737-700
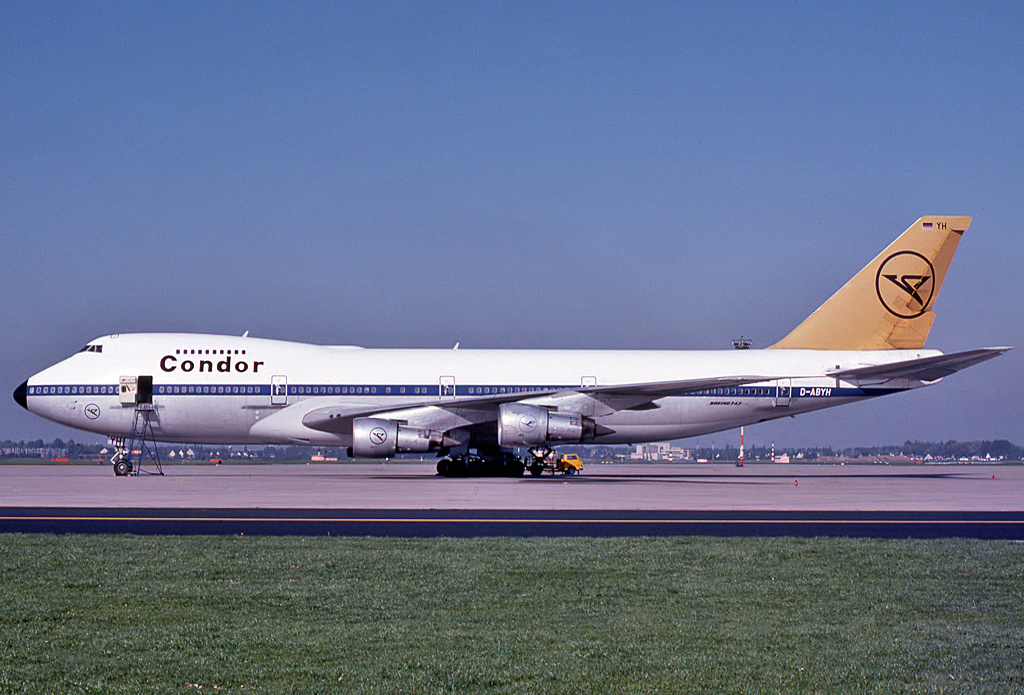
ボーイング747-200B
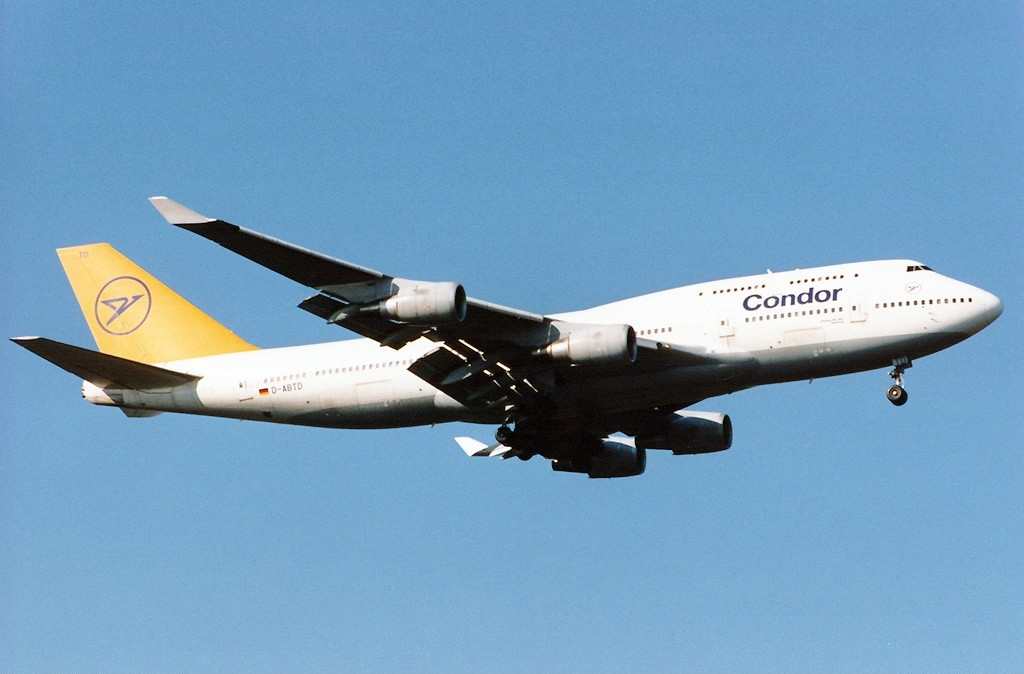
ボーイング747-400
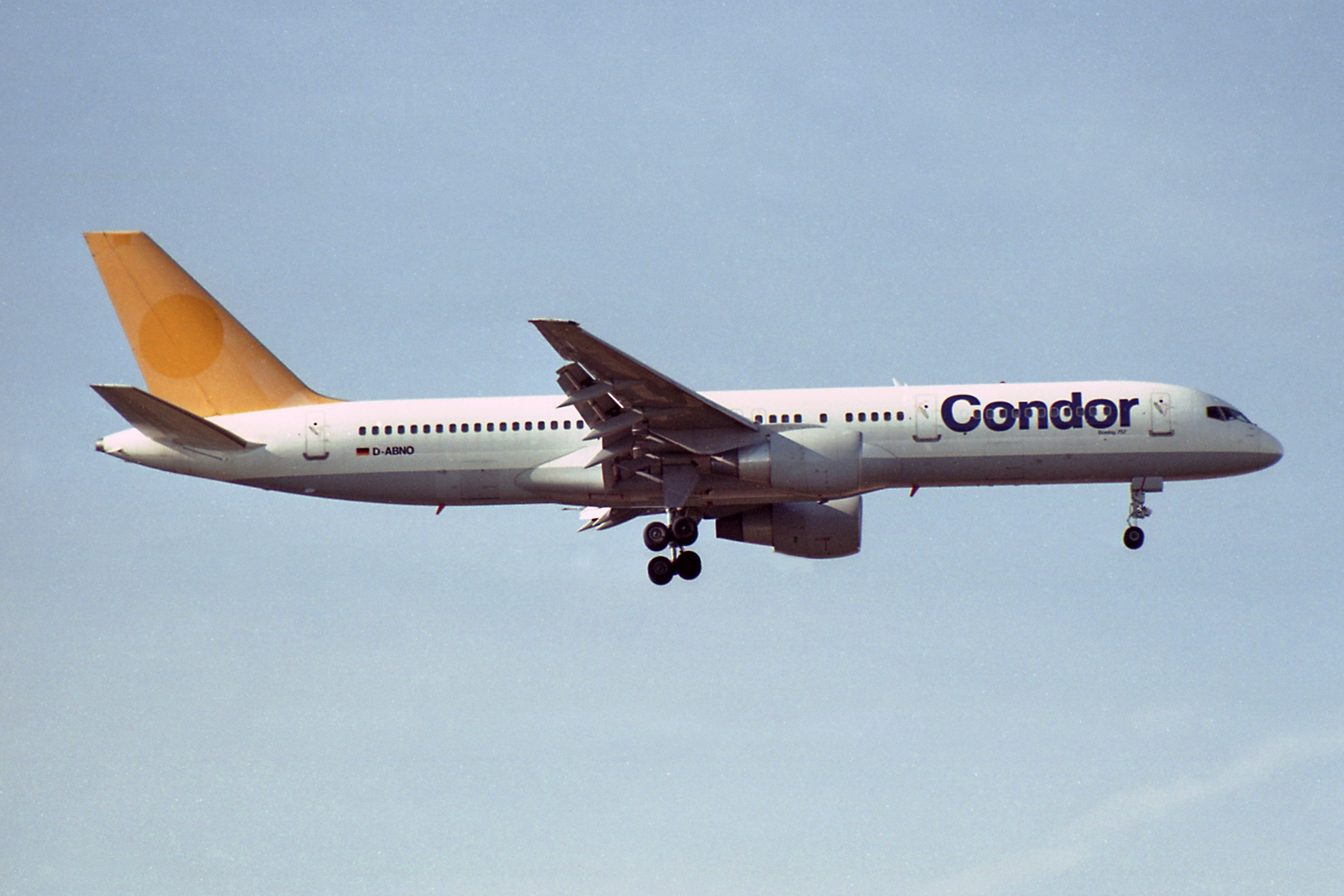
ボーイング757-200
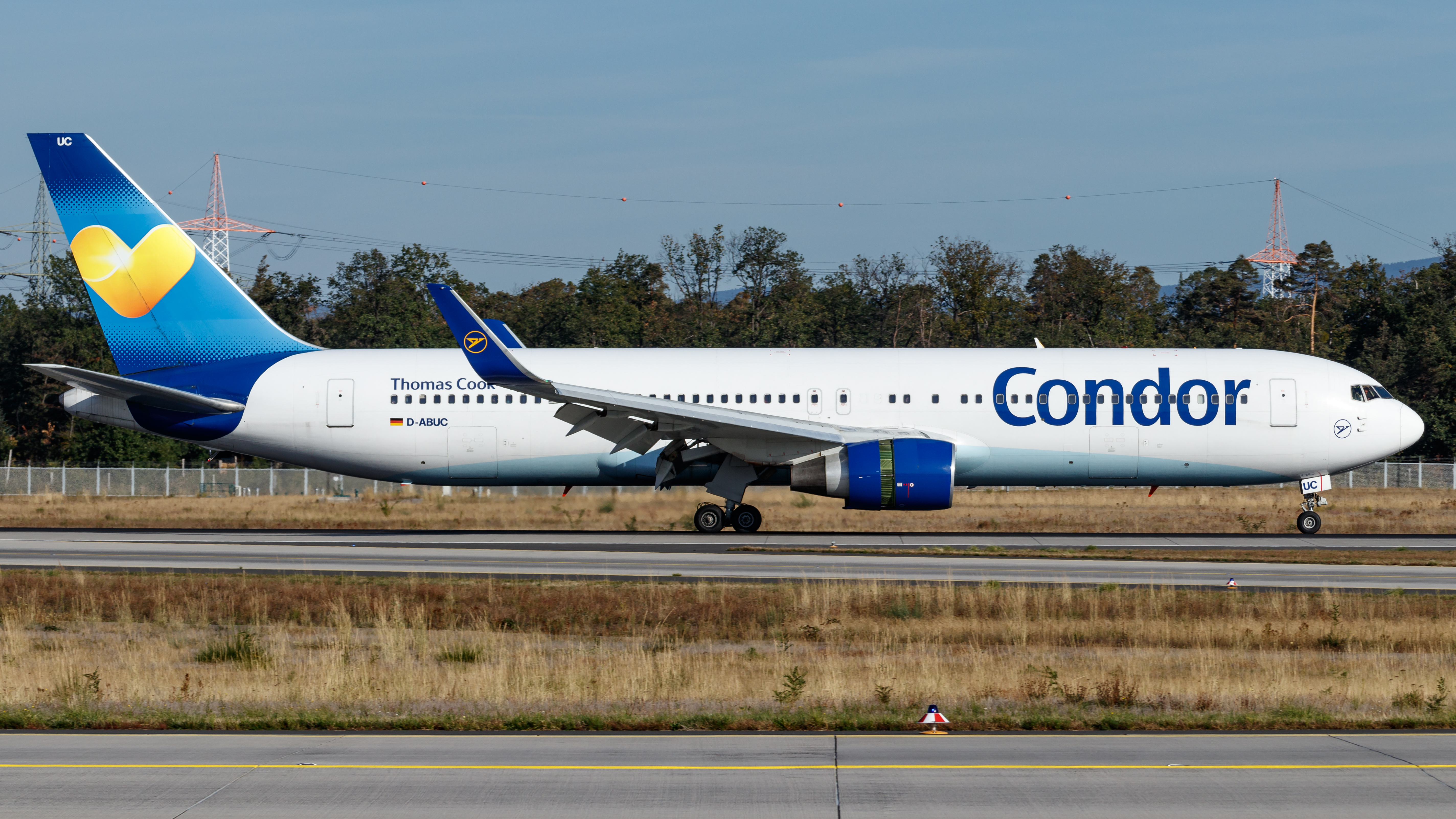
ボーイング767-300ER
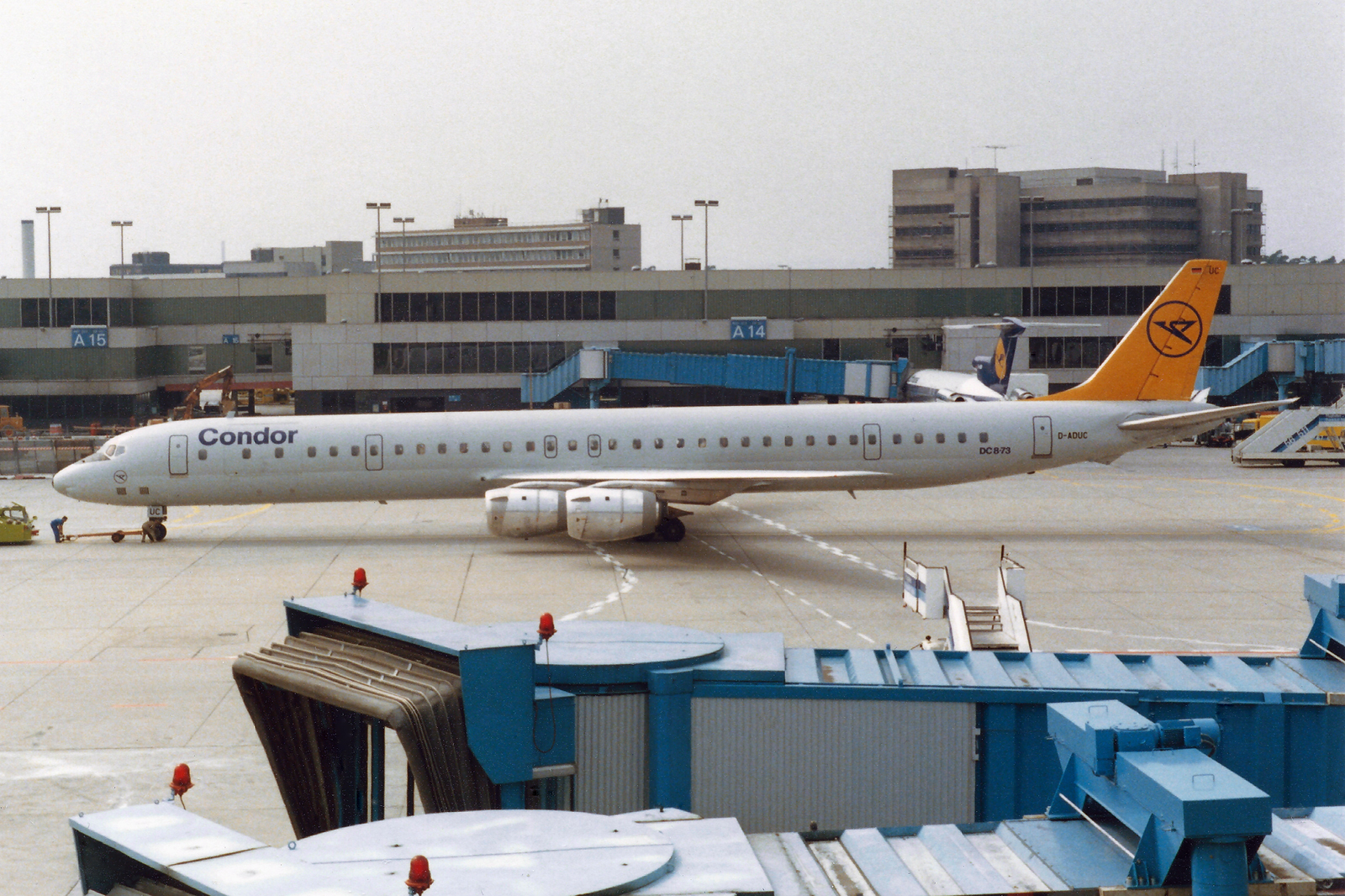
ダグラス DC-8-73CF
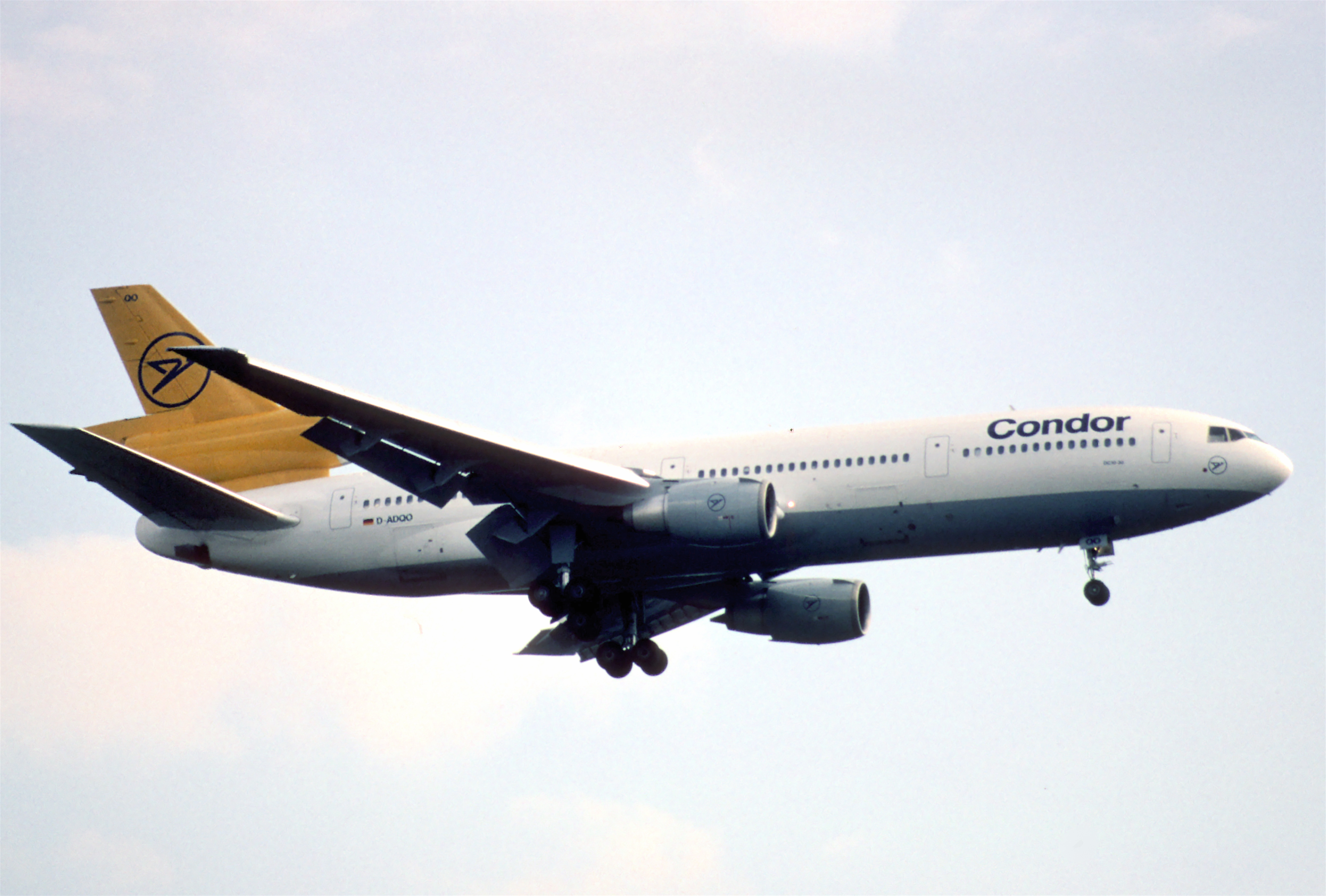
マクドネル・ダグラス DC-10-30
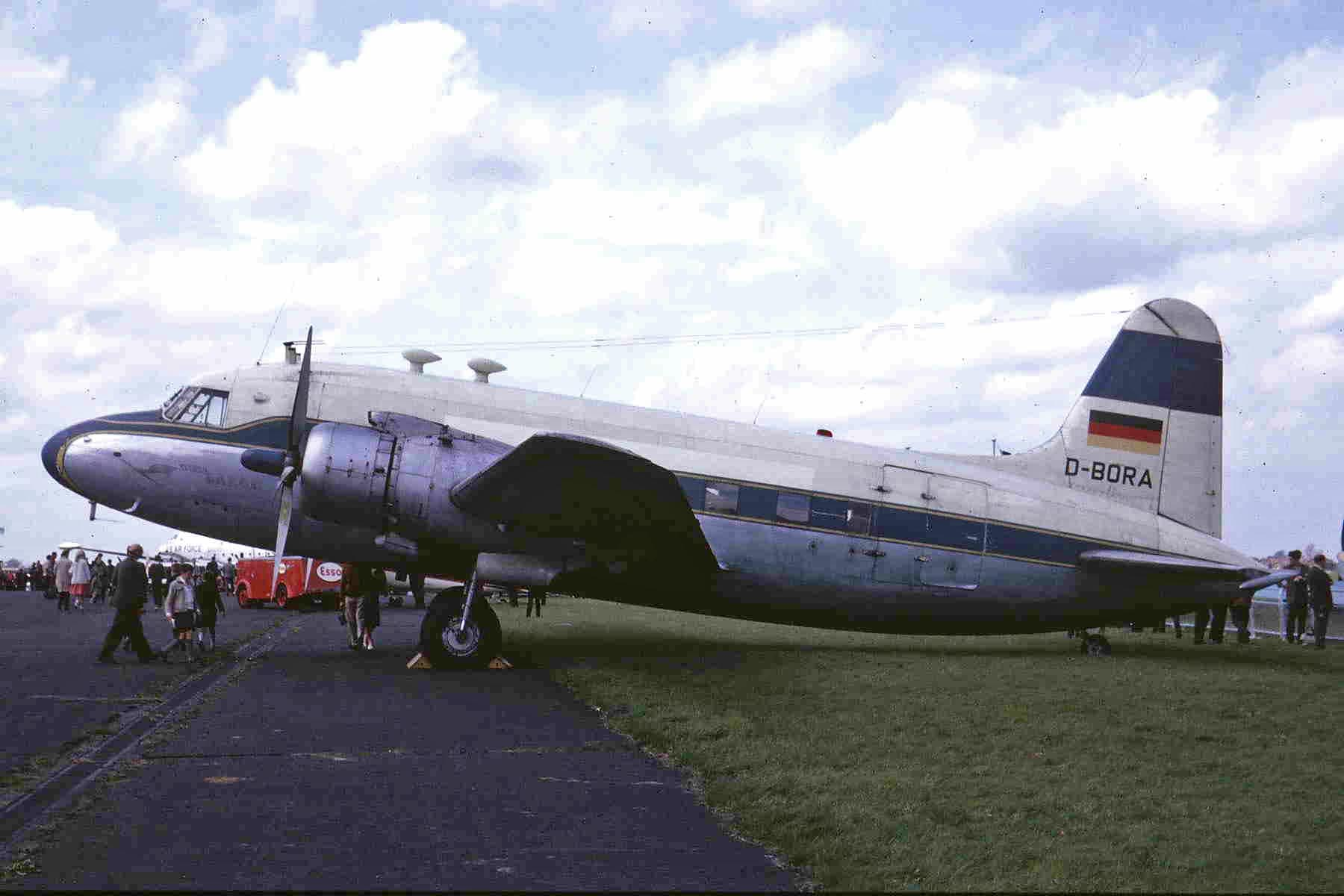
ビッカース ヴァイキング
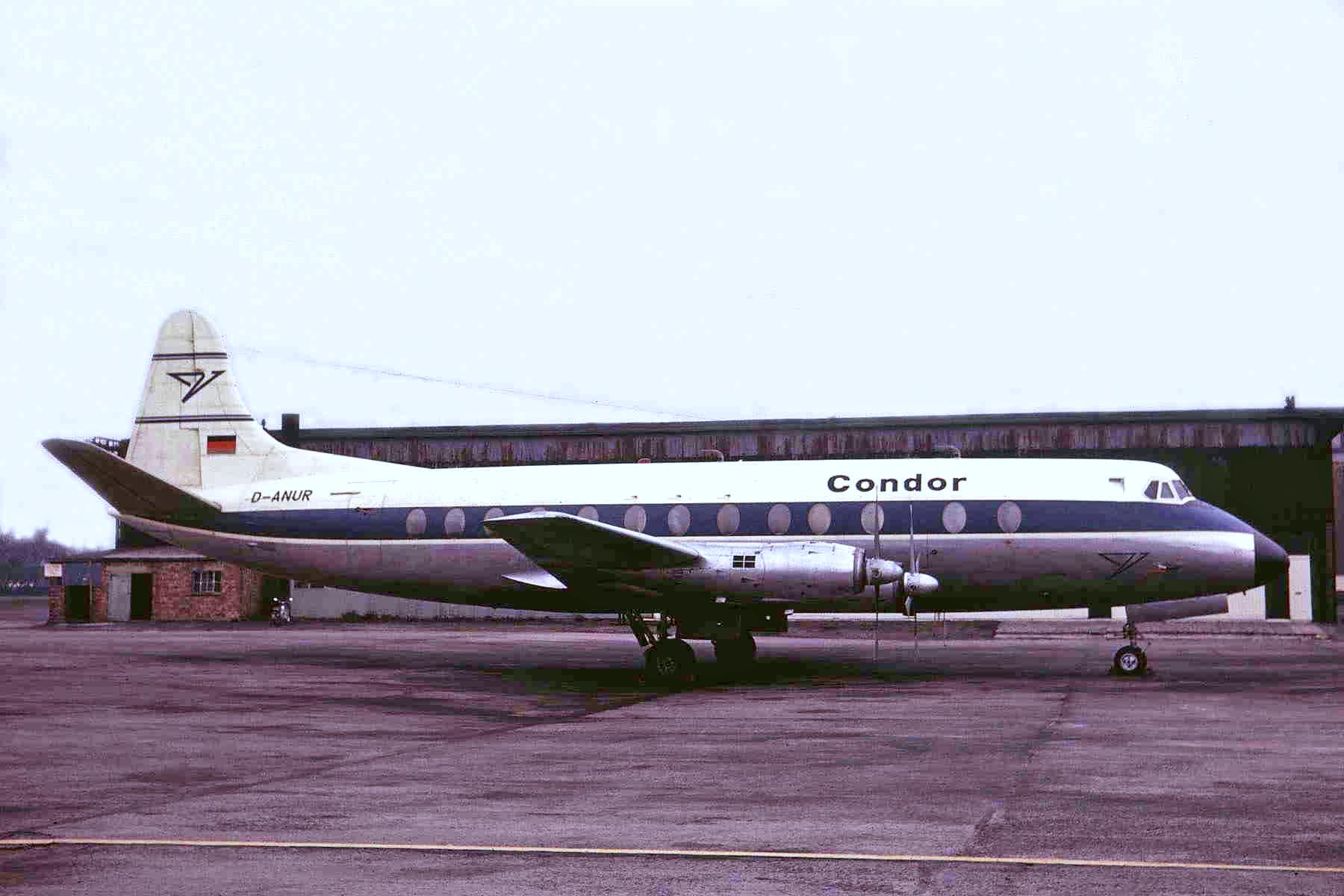
ビッカース バイカウント

## サービス

### 客席
コンドルは、エアバスA330-900とボーイング767-300ERではビジネス、プレミアムエコノミー、エコノミーの3クラス、エアバスA330-200ではビジネスとエコノミーの2クラス、それ以外の機材ではプレミアムエコノミーとエコノミーの2クラスを提供している。

#### ビジネスクラス
ボーイング767型機の全面刷新に伴い、上級クラスの名称は2014年に「コンフォートクラス」から「ビジネスクラス」に変更された。ビジネスクラスは、すべてのボーイング767型機に導入されている。
ビジネスクラスの座席は、170度の電動リクライニングが可能であるほか、シートピッチは60-インチ (150 cm)、シート幅は19-インチ (48 cm)、個人モニタは15インチとなっており、いわゆるフルサービスキャリアと比べても遜色のない仕様となっている。

#### プレミアムエコノミークラス
プレミアムエコノミークラスの座席は2種類。長距離便は、通常のエコノミークラスにヘッドレストを加えてシートピッチを広くした座席であり、すべてのボーイング767型機に導入されている。短距離便は、通常のエコノミークラスの座席のうち、通路側の座席と窓側の座席のみを使用できるようにしたものである。

#### エコノミークラス
全てのエコノミークラスの座席は、シートピッチは30-インチ (76 cm)、シート幅は17-インチ (43 cm) となっている。通路にも壁にも面していない座席は、2-インチ (5.1 cm) シート幅が広く取られている。

### 機内エンターテインメント
個人用モニターは、全クラスの座席に設置されている。およそ30本の映画、50本のテレビ番組、24本のラジオ番組と100以上の楽曲CDを、オンデマンド形式で視聴可能である。ビジネスクラスおよびプレミアムエコノミークラスに搭乗している乗客はそれらすべてを制限なく視聴できる。他方、エコノミークラスに搭乗している乗客は、映画、テレビ番組、音楽CDの、それぞれ1つに限って視聴可能となっている。

## その他
- 機内安全ビデオで独特な演出がなされている事が多い。たとえば、チャールズ・チャップリン、エルヴィス・プレスリー、マリリン・モンローに扮した人物が出演するものや、音楽に乗りながら説明をするものがある[28]。